# Biserica de lemn din Lacu

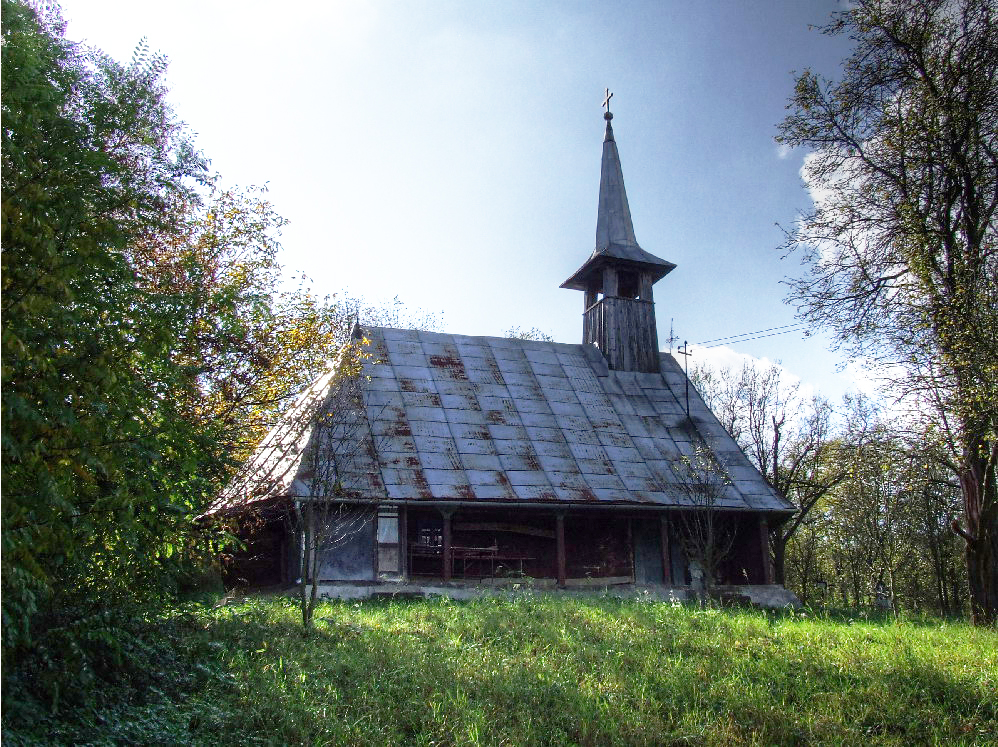
Biserica de lemn din Lacu, județul Cluj, 2008

Uşa bisericii de lemn din Lacu, județul Cluj, 2008

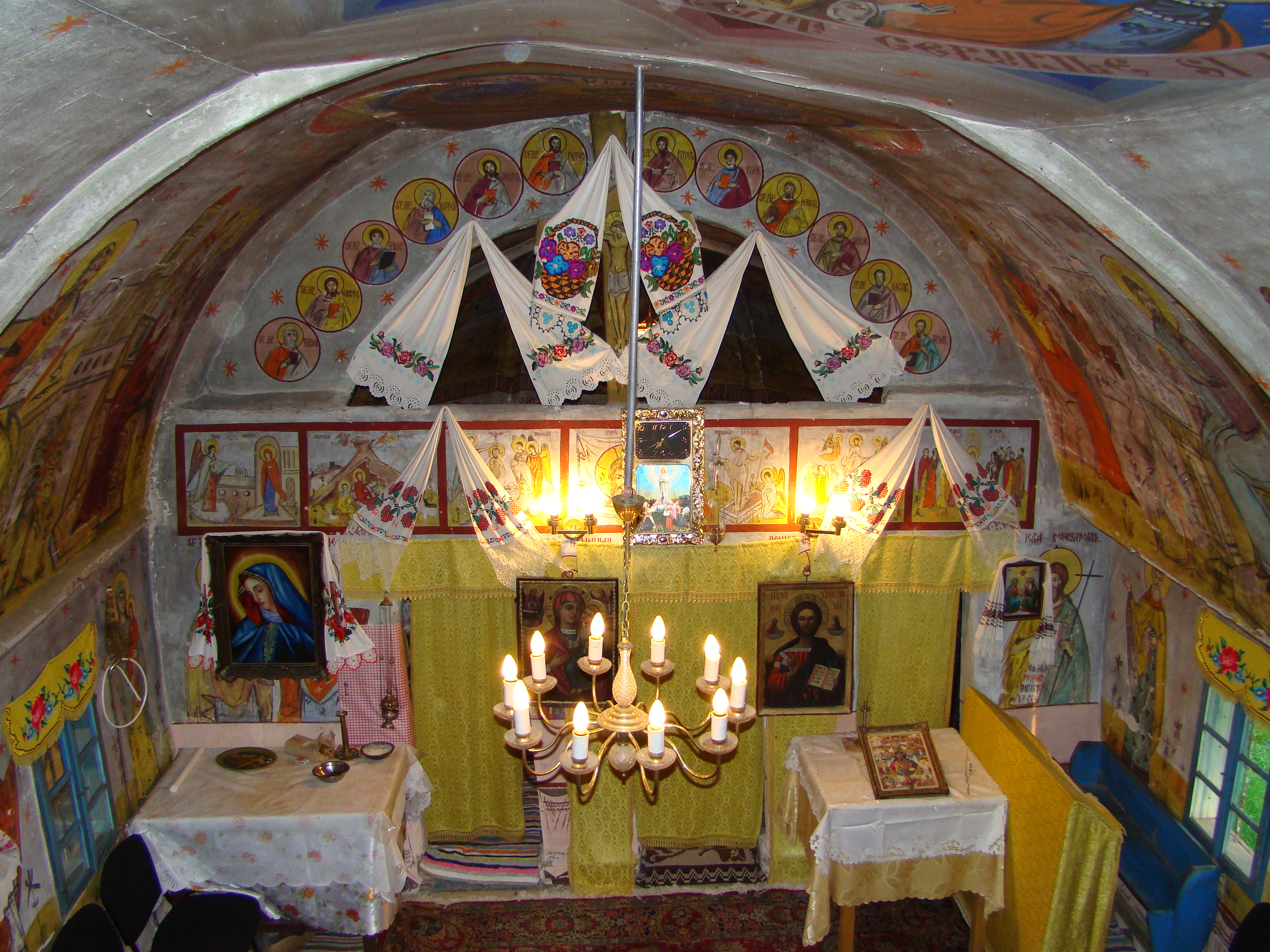
Nava spre iconostas

Biserica de lemn din Lacu, comuna Geaca, județul Cluj, datează din anul 1771. Are hramul „Sfânta Paraschiva”. Biserica se află pe noua listă a monumentelor istorice sub codul LMI: cod LMI CJ-II-m-B-07687.

## Trăsături
Biserica de lemn din Lacu, comuna Geaca, monument istoric, a fost realizată în 1771, conform inscripției de deasupra ușii de intrare în pronaos.
Decorul sculptat. Ușa de intrare este străjuită de un ancadrament din lemn de stejar, decorat cu rozete și cu inscripție incizată indicând anul construcției.
Pictura. Ansamblul de pictură murală original nu se păstrează. Pereții de lemn au fost tencuiți și apoi împodobiți cu o pictură de o factură neobizantină, din prima jumătate a secolului XX-lea, despre care tradiția satului spune că ar fi fost facută de călugări iconari de la Nicula. Aceasta înfățișează figuri de sfinți și pe cei patru evangheliști.
Patrimoniul. Biserica nu păstrează în patrimoniul său icoane sau alte obiecte vechi. Pe prispă este adăpostită o frumoasă masă de pomană.
Starea de conservare. În urma cu aproximativ 40 de ani, edificiul a fost acoperit cu tablă, iar la inițiativa preotului, a fost înălțat pe o bază de beton, pentru a se proteja talpa. Pe latura de nord, atașată altarului, s-a construit o încăpere ce ține loc și de proscomidie. Toate modificările acestea au schimbat însă mult din aspectul original al edificiului.

## Imagini din interior

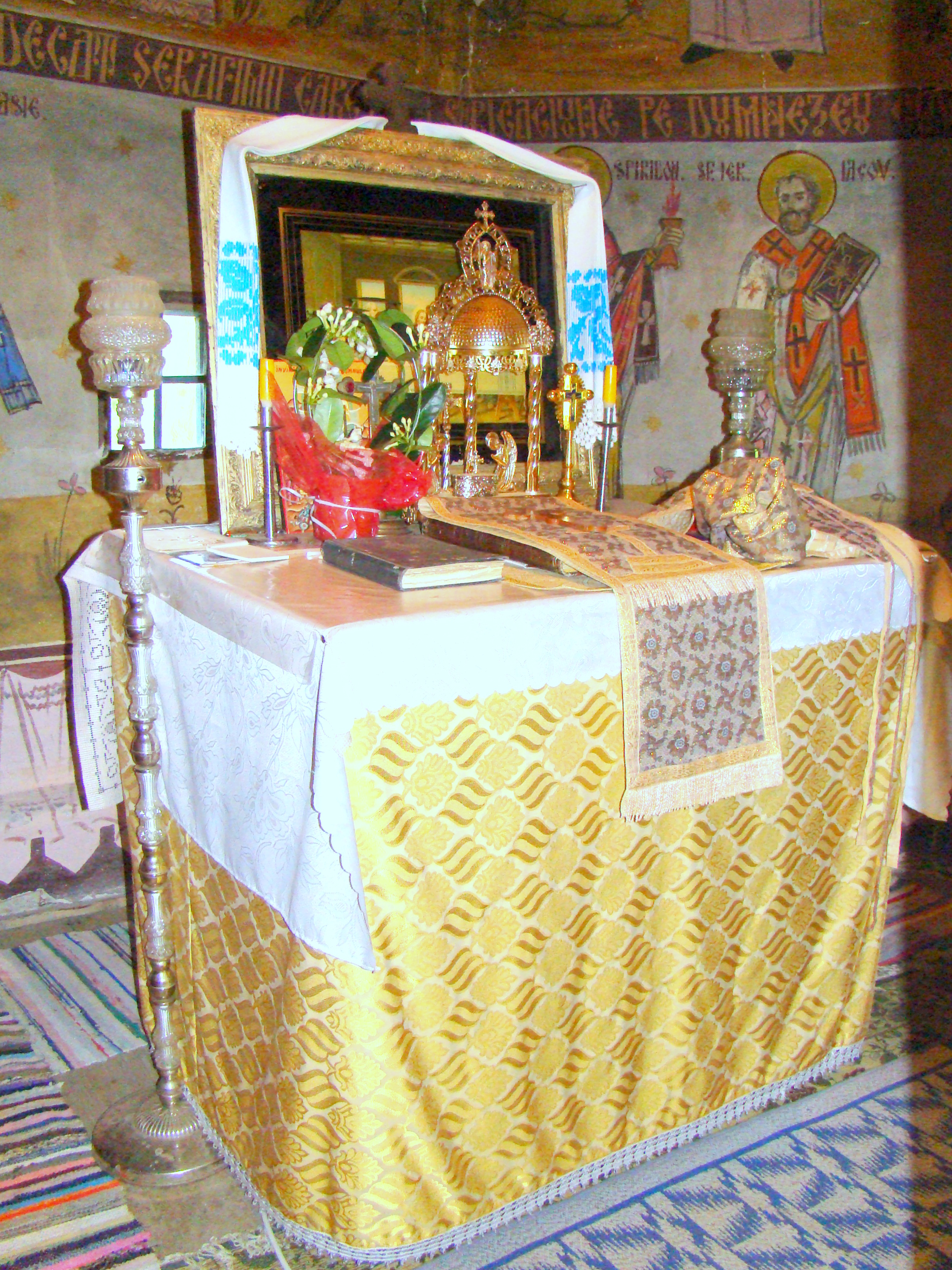
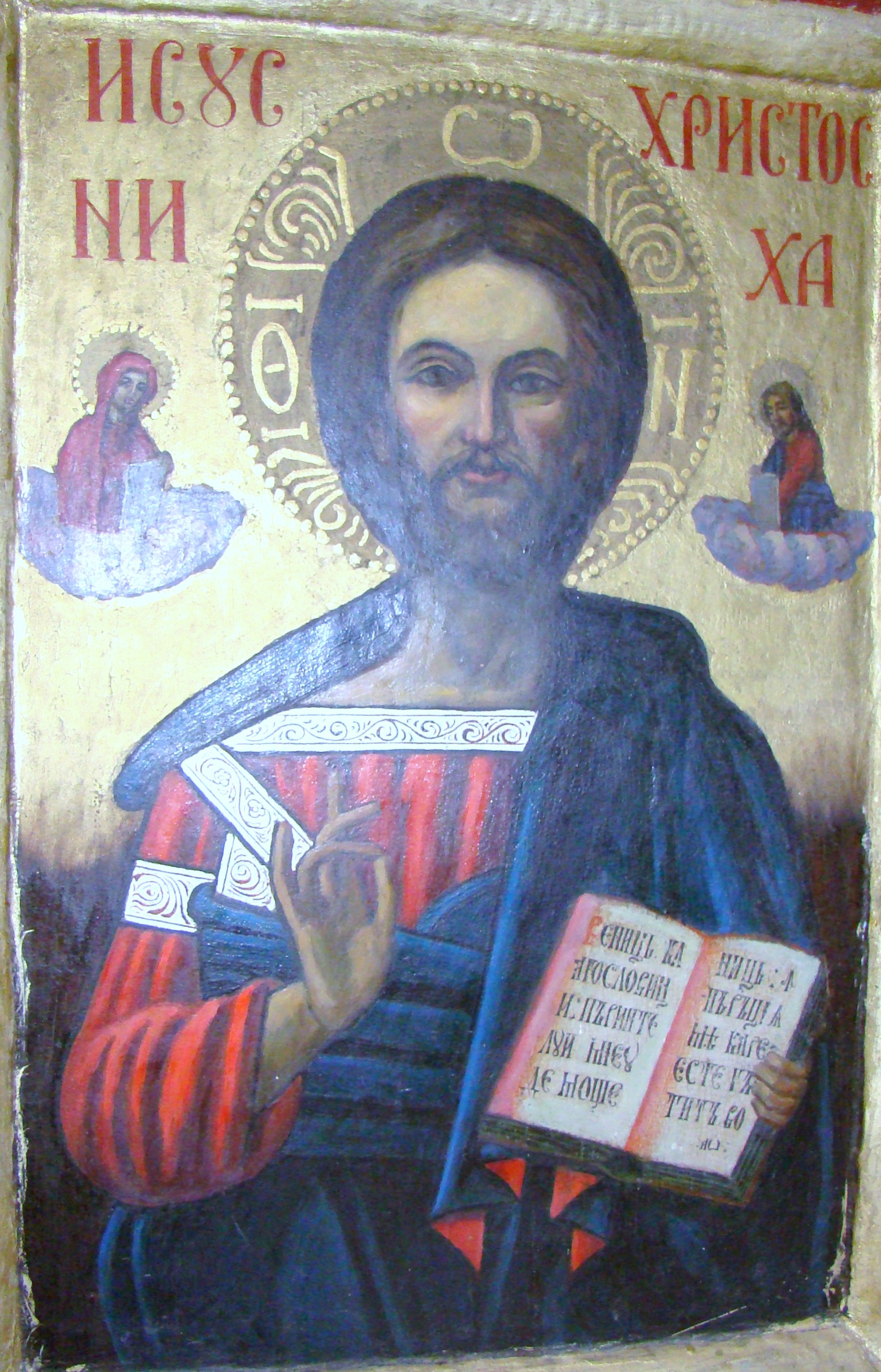
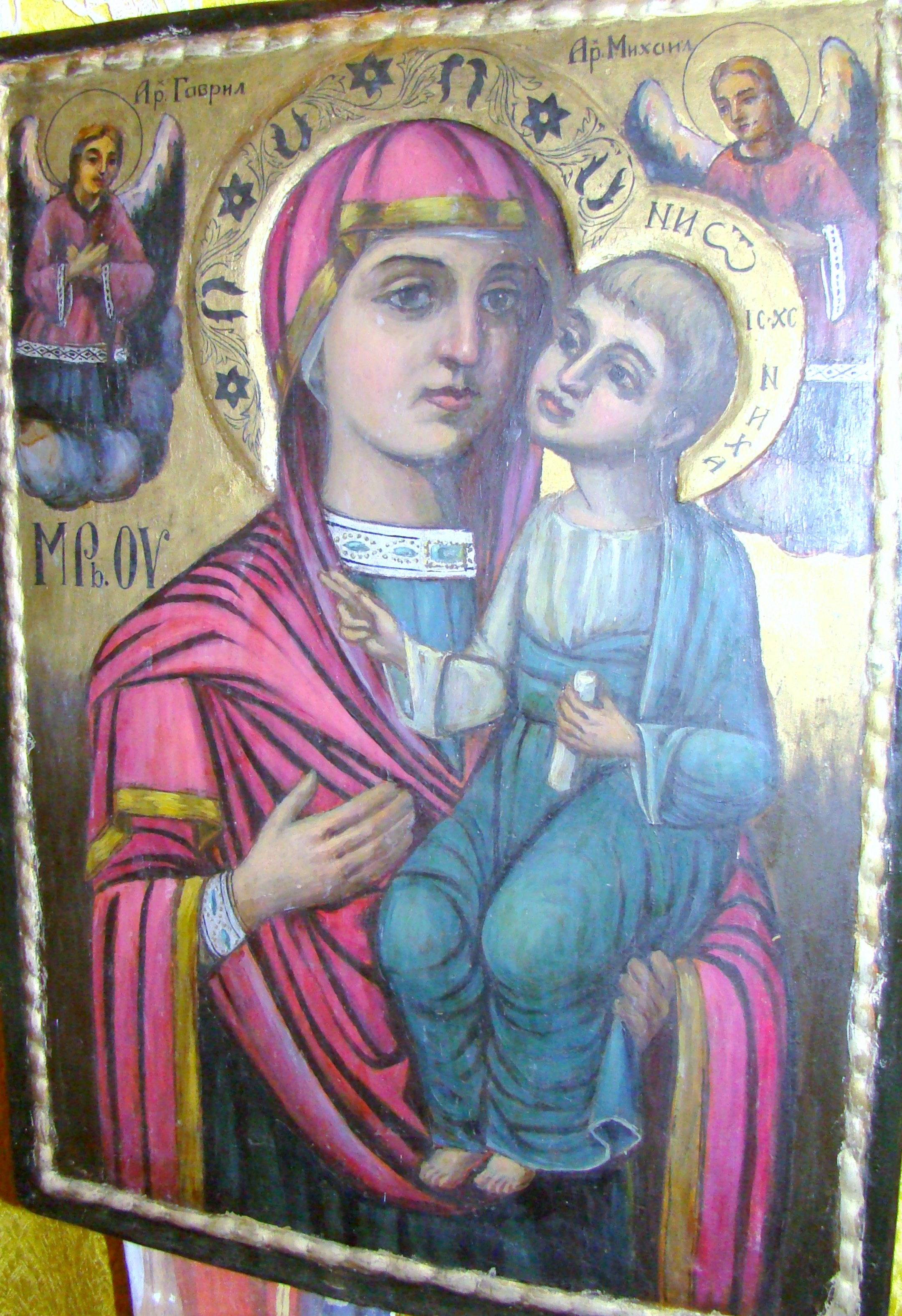
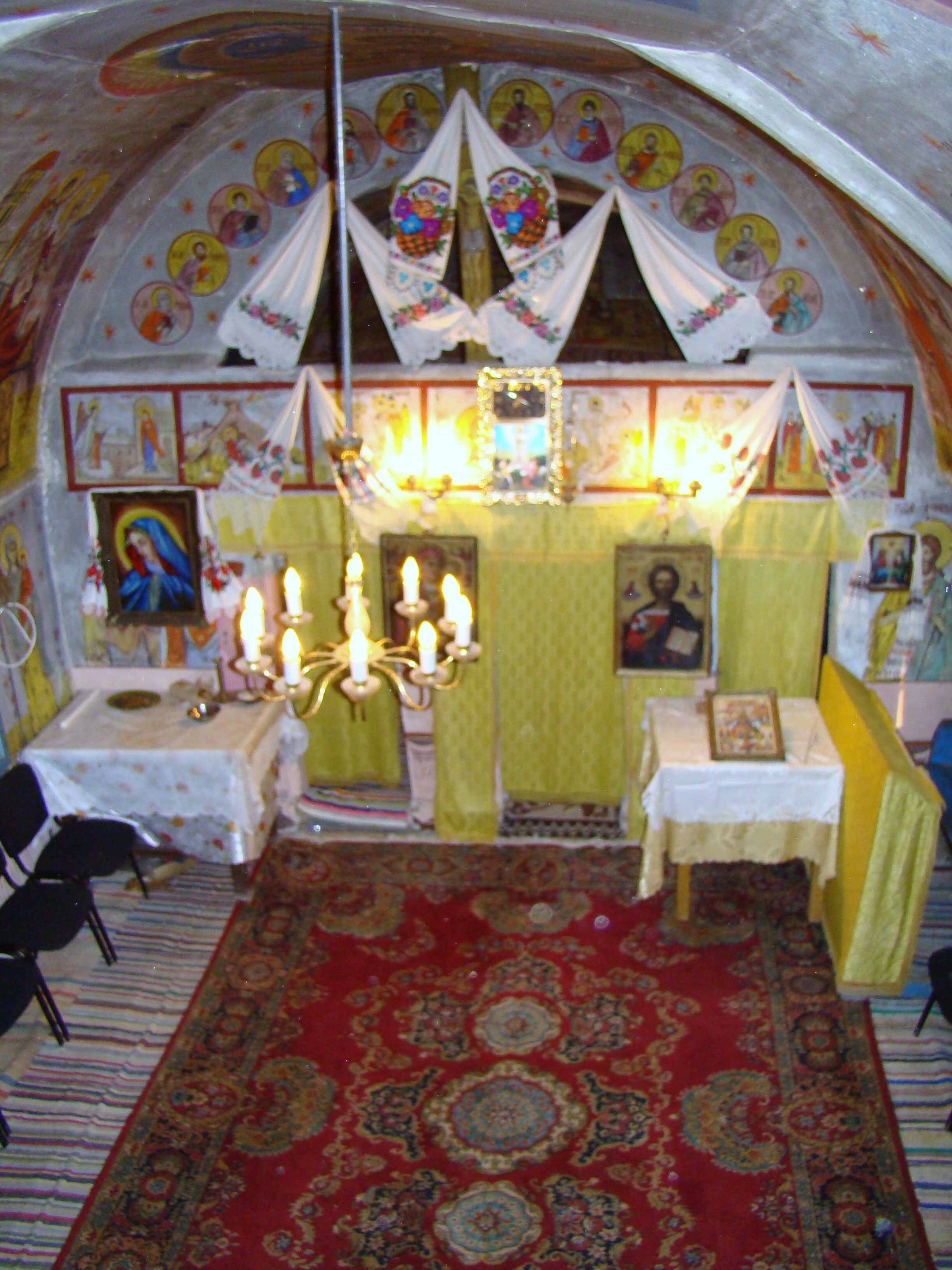
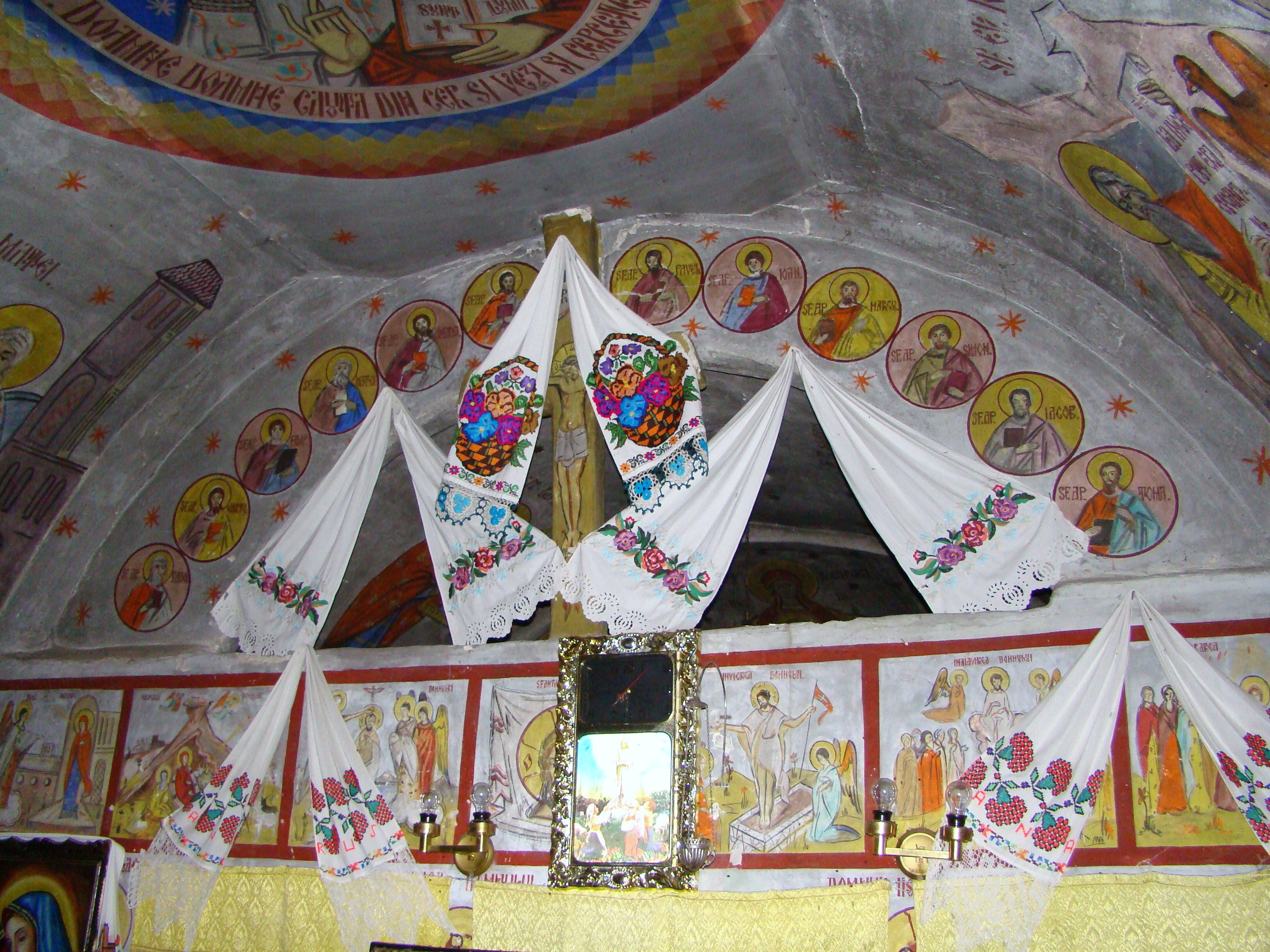
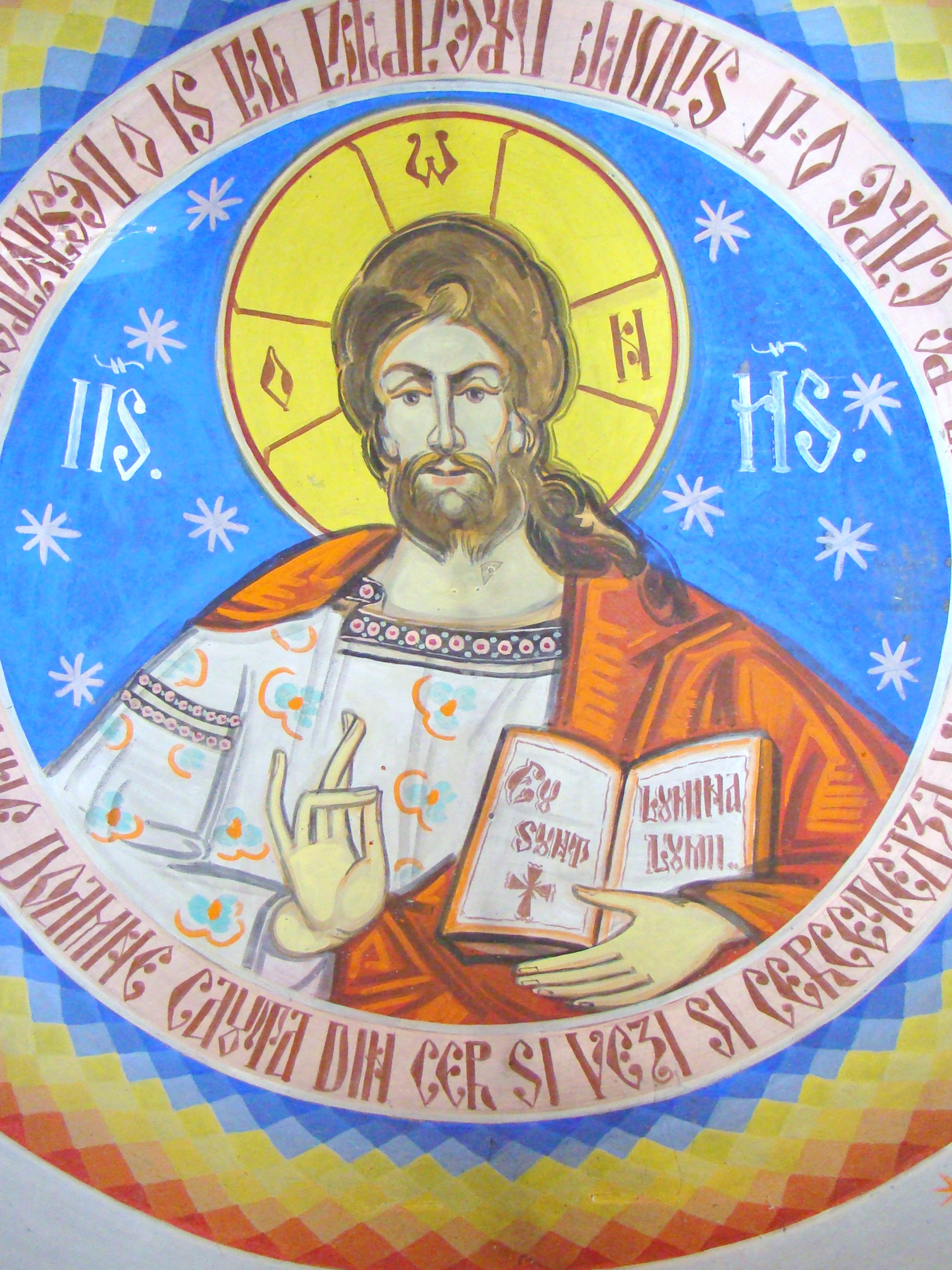
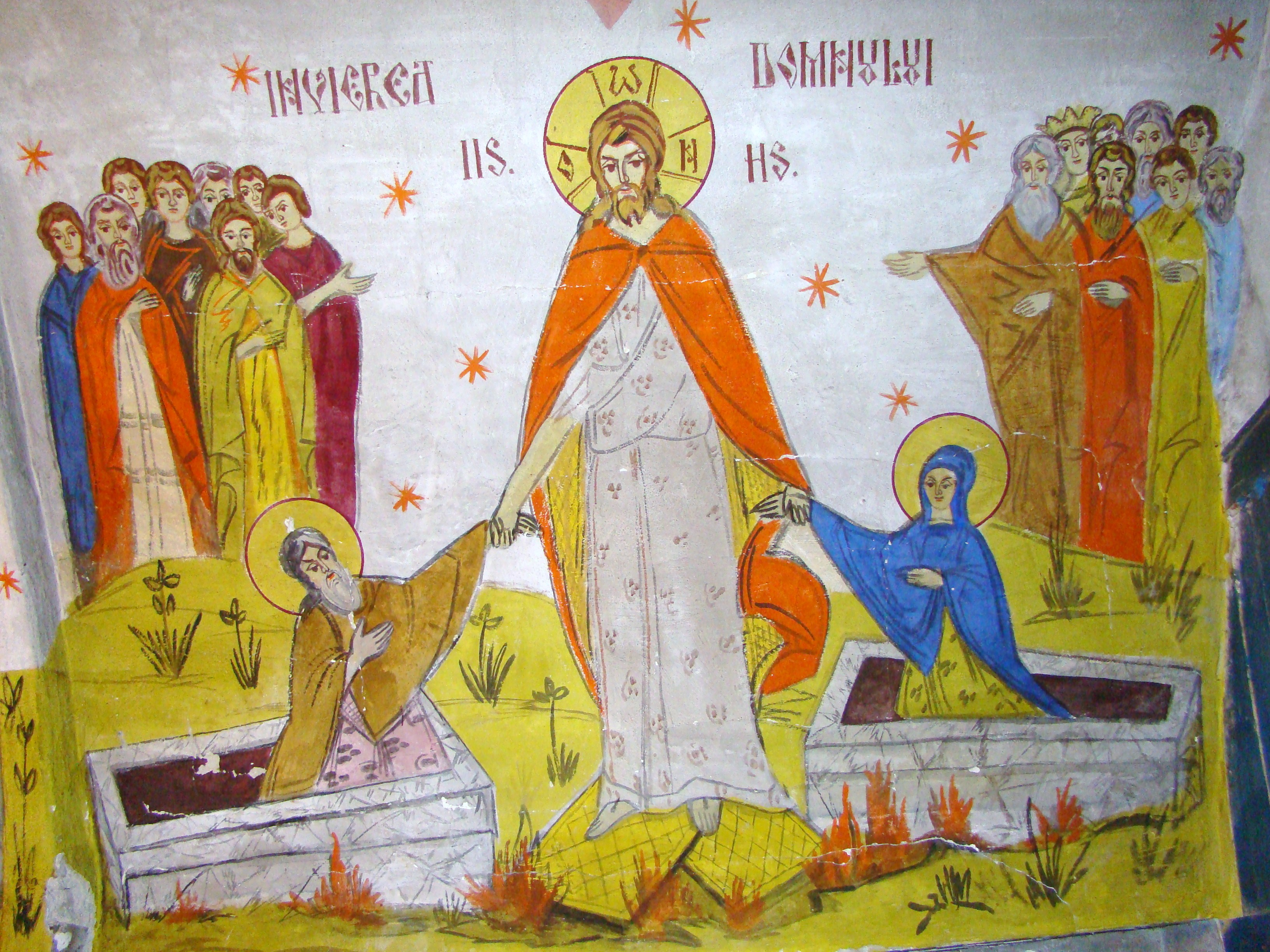
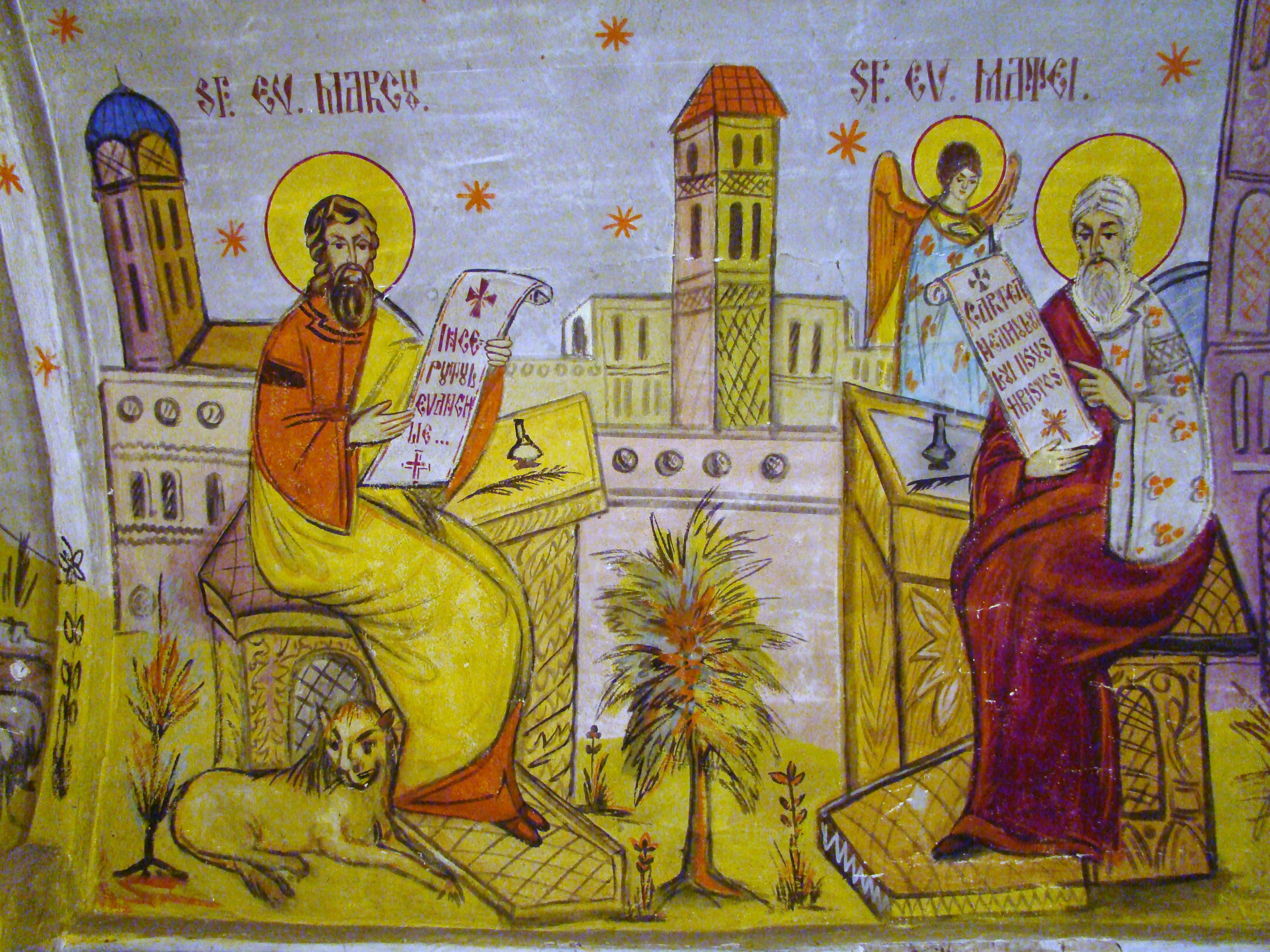
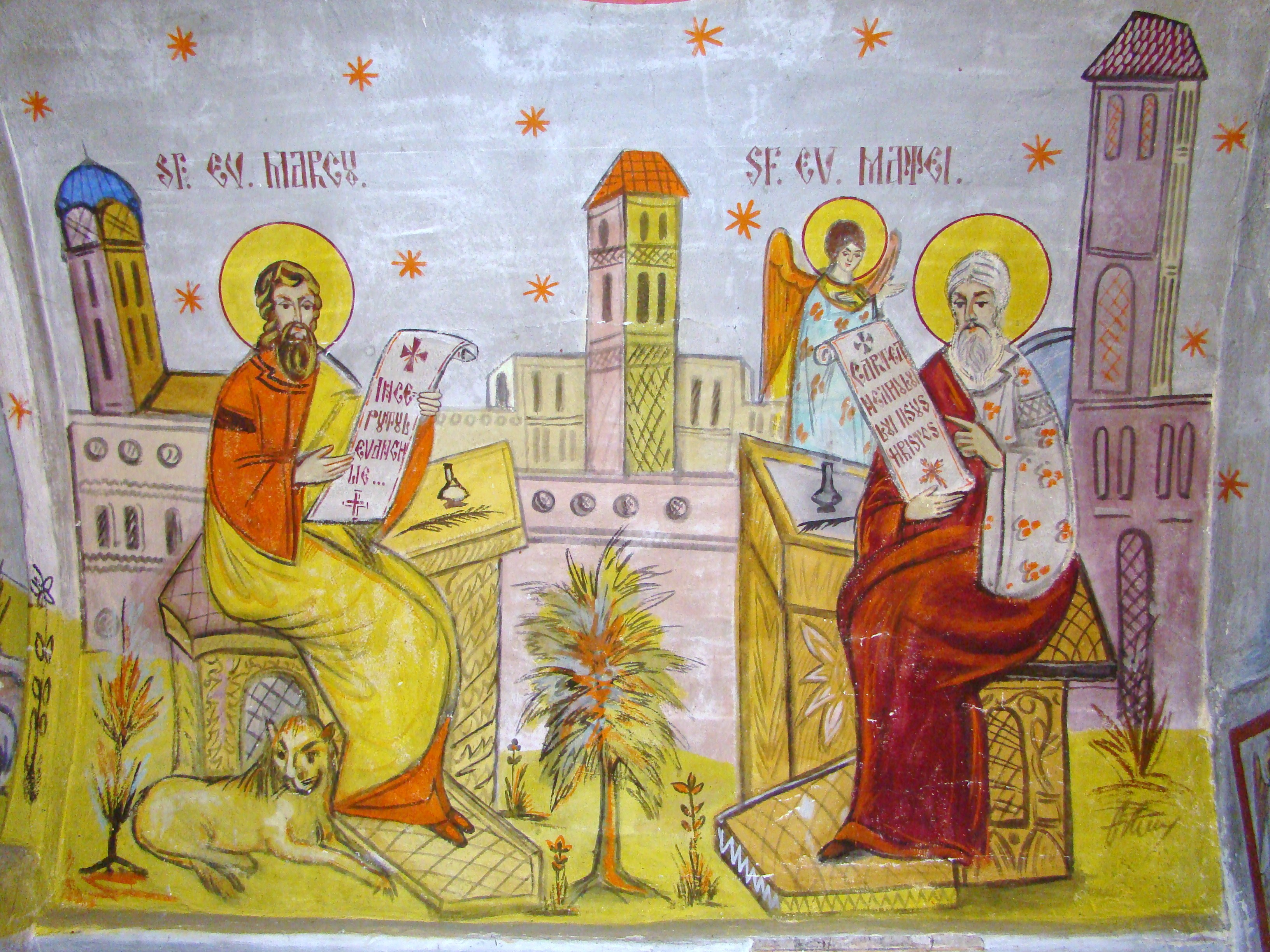
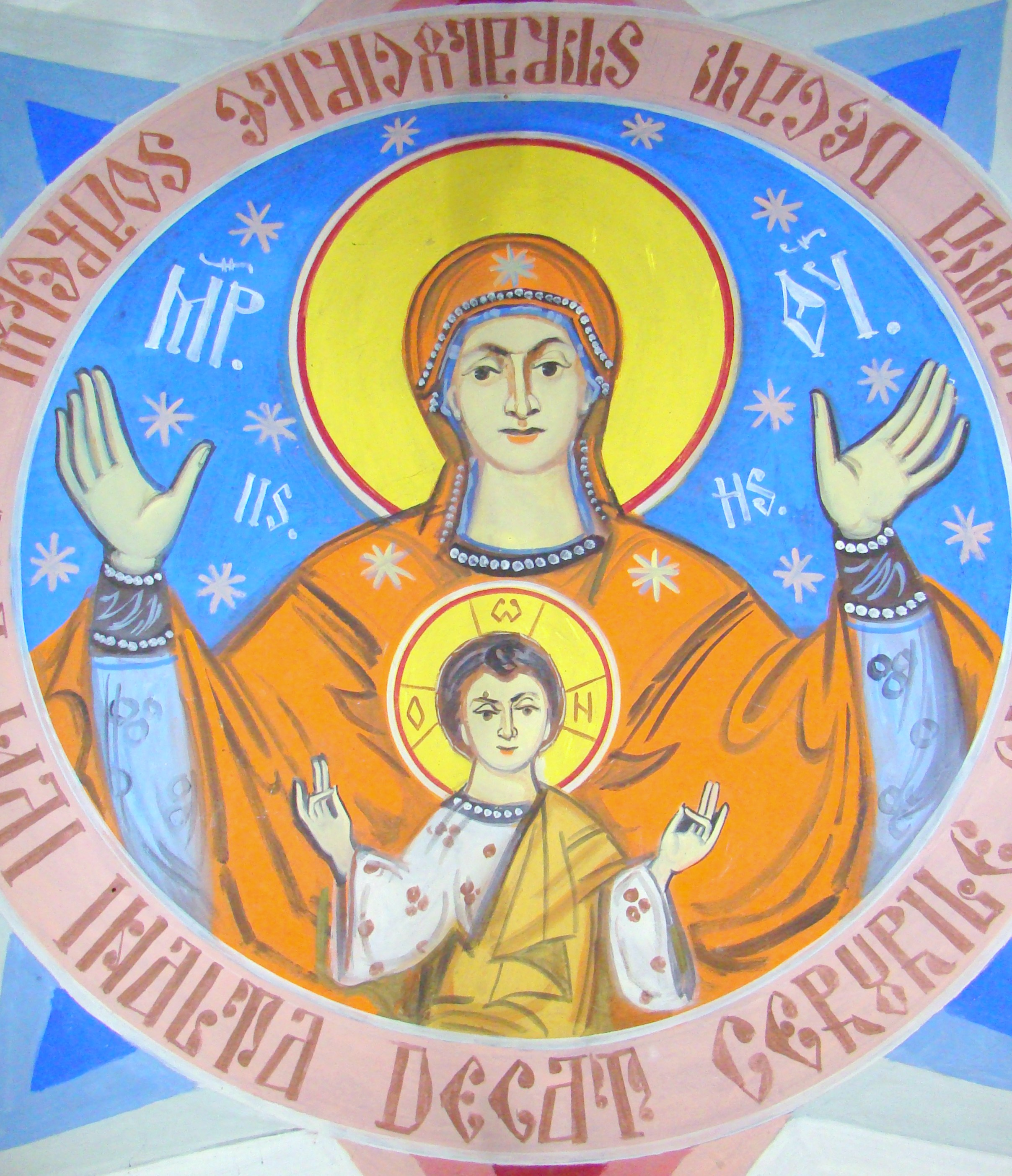
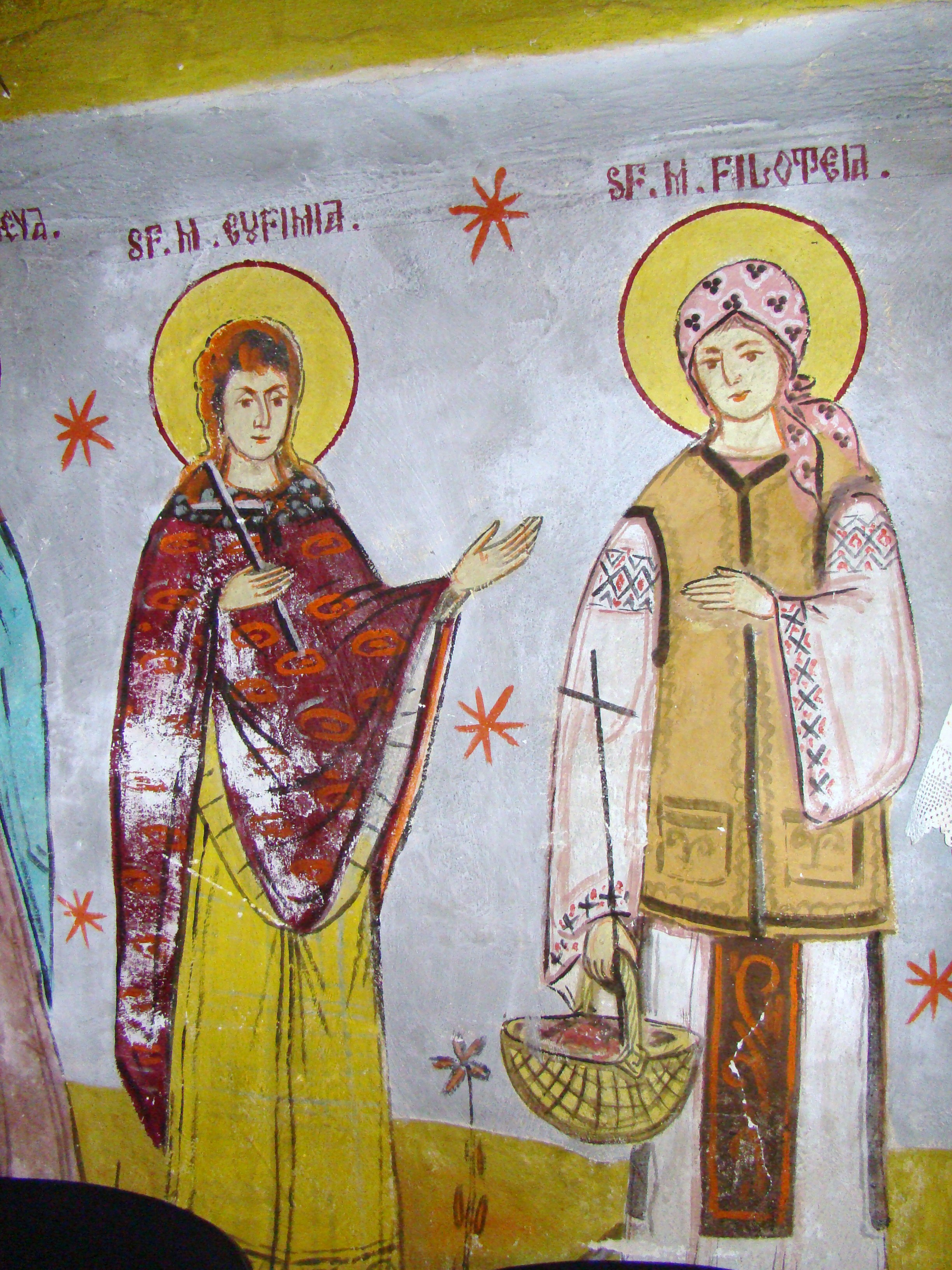
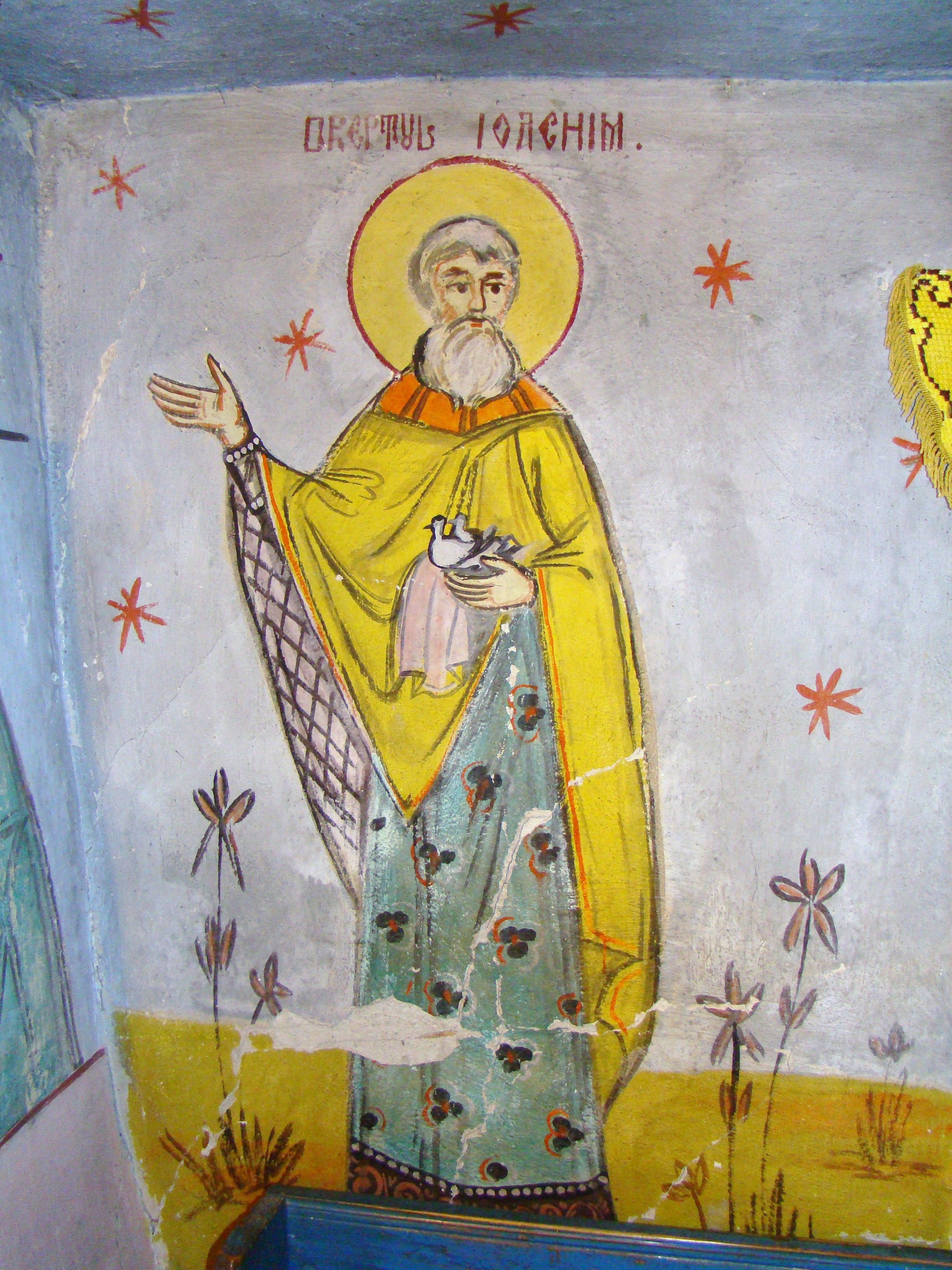
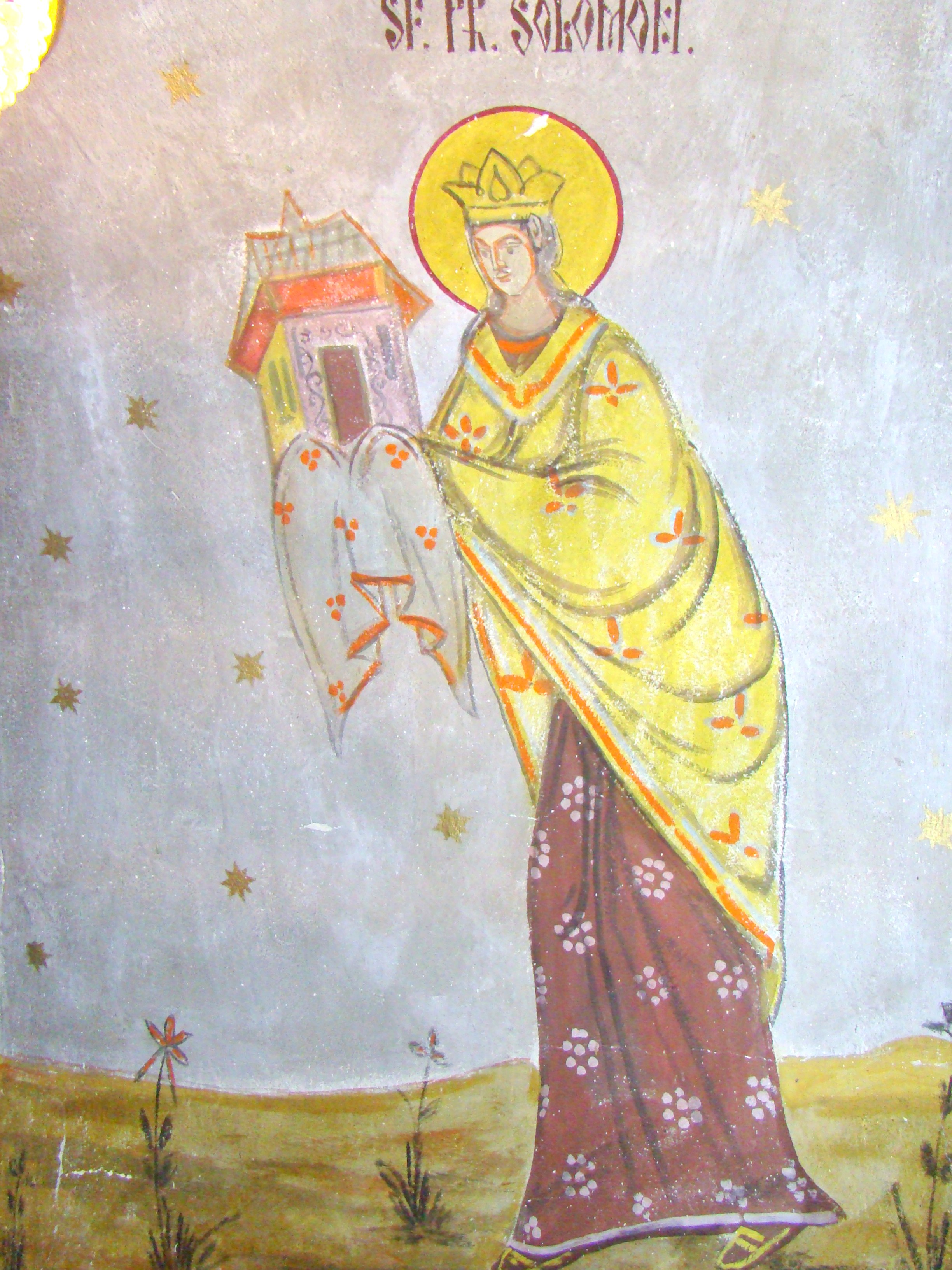
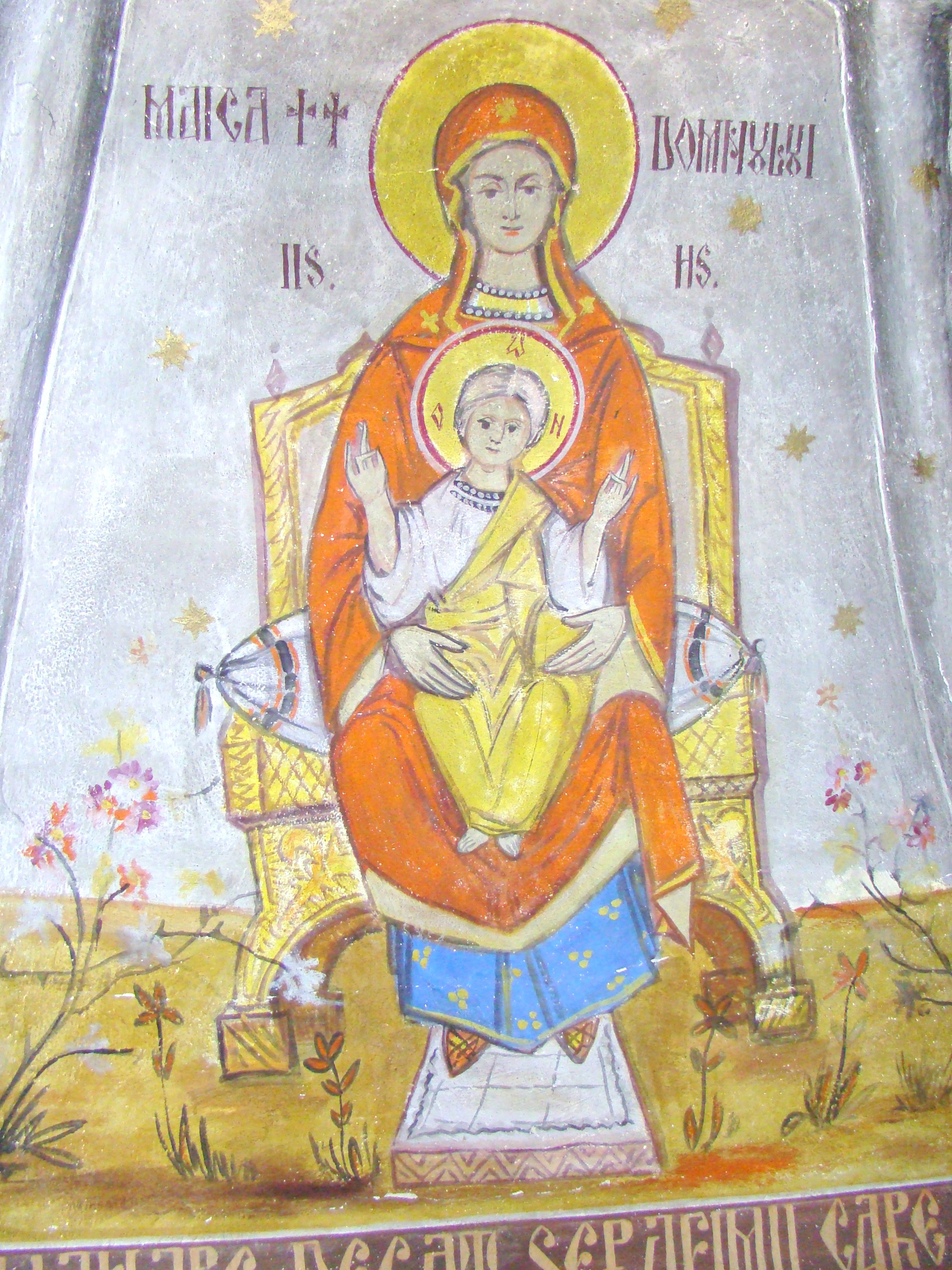
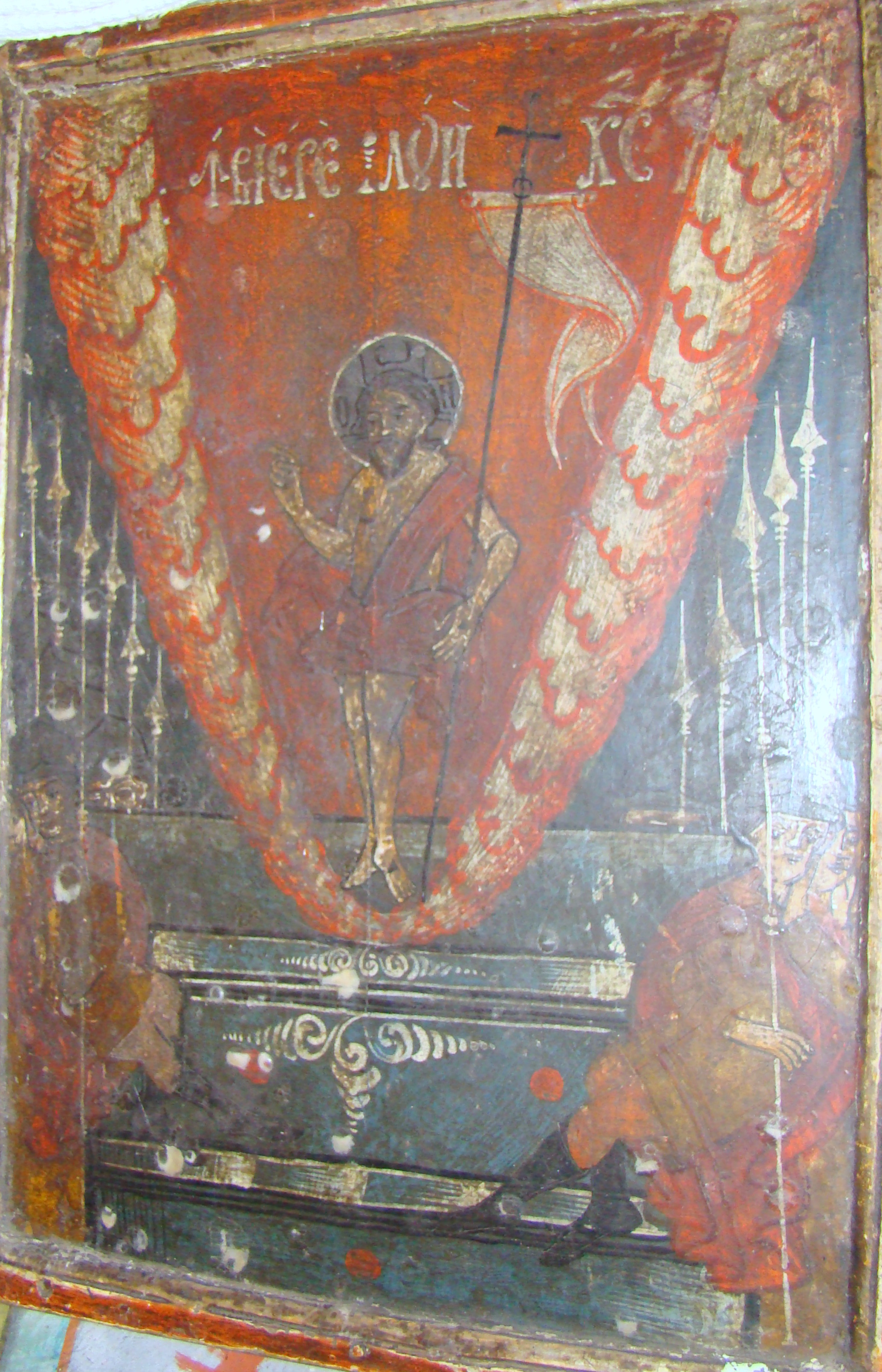
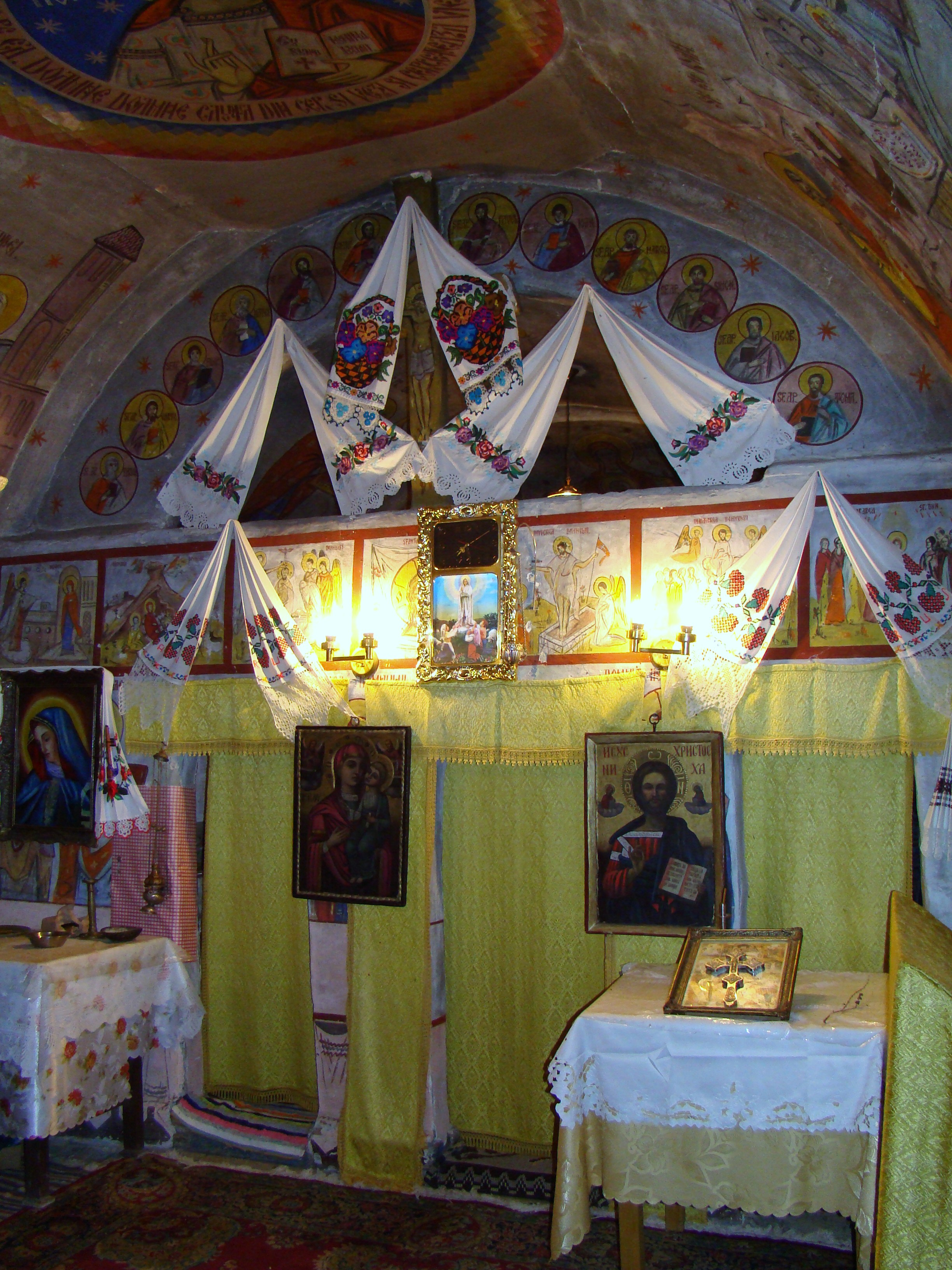
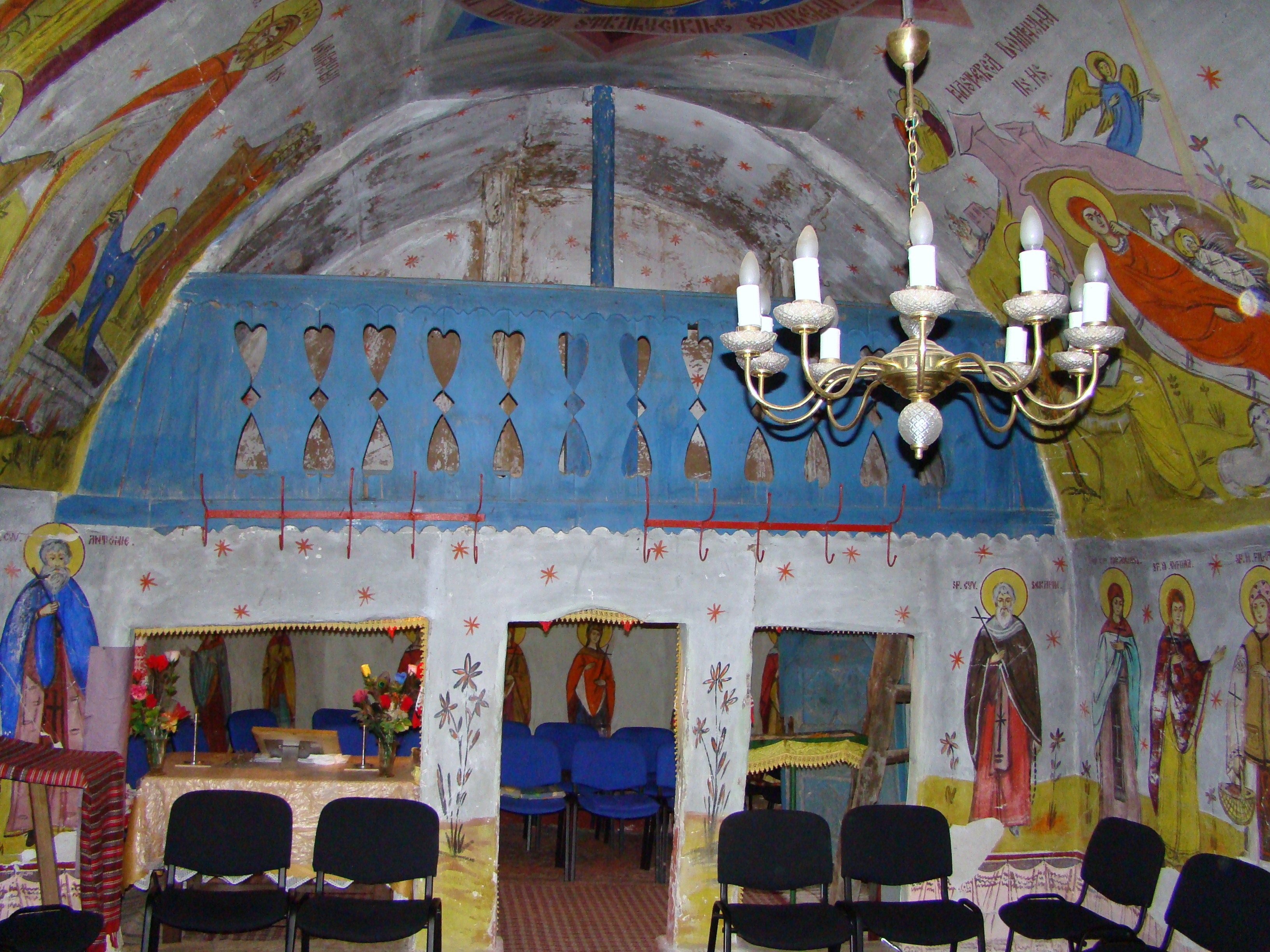
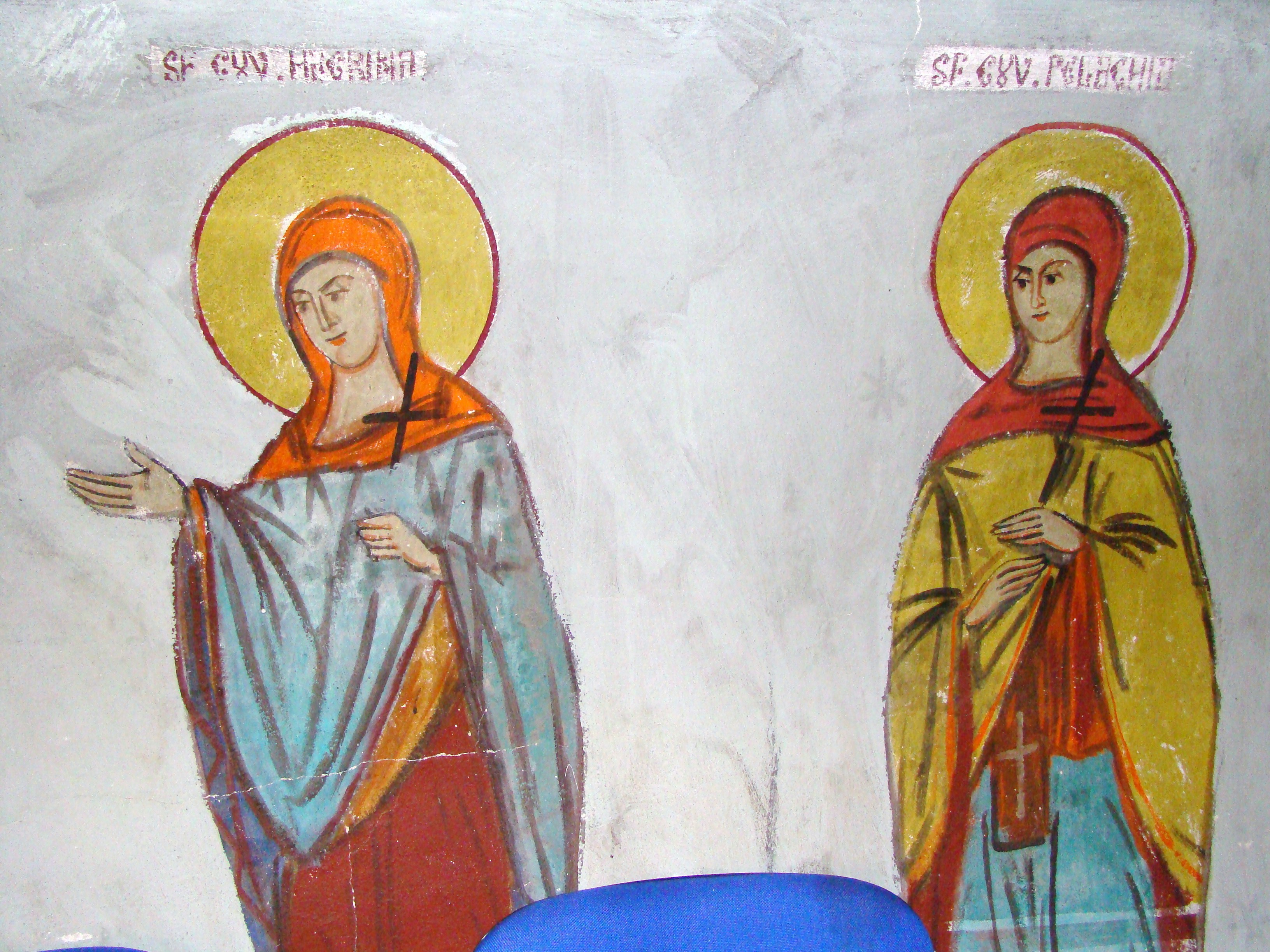
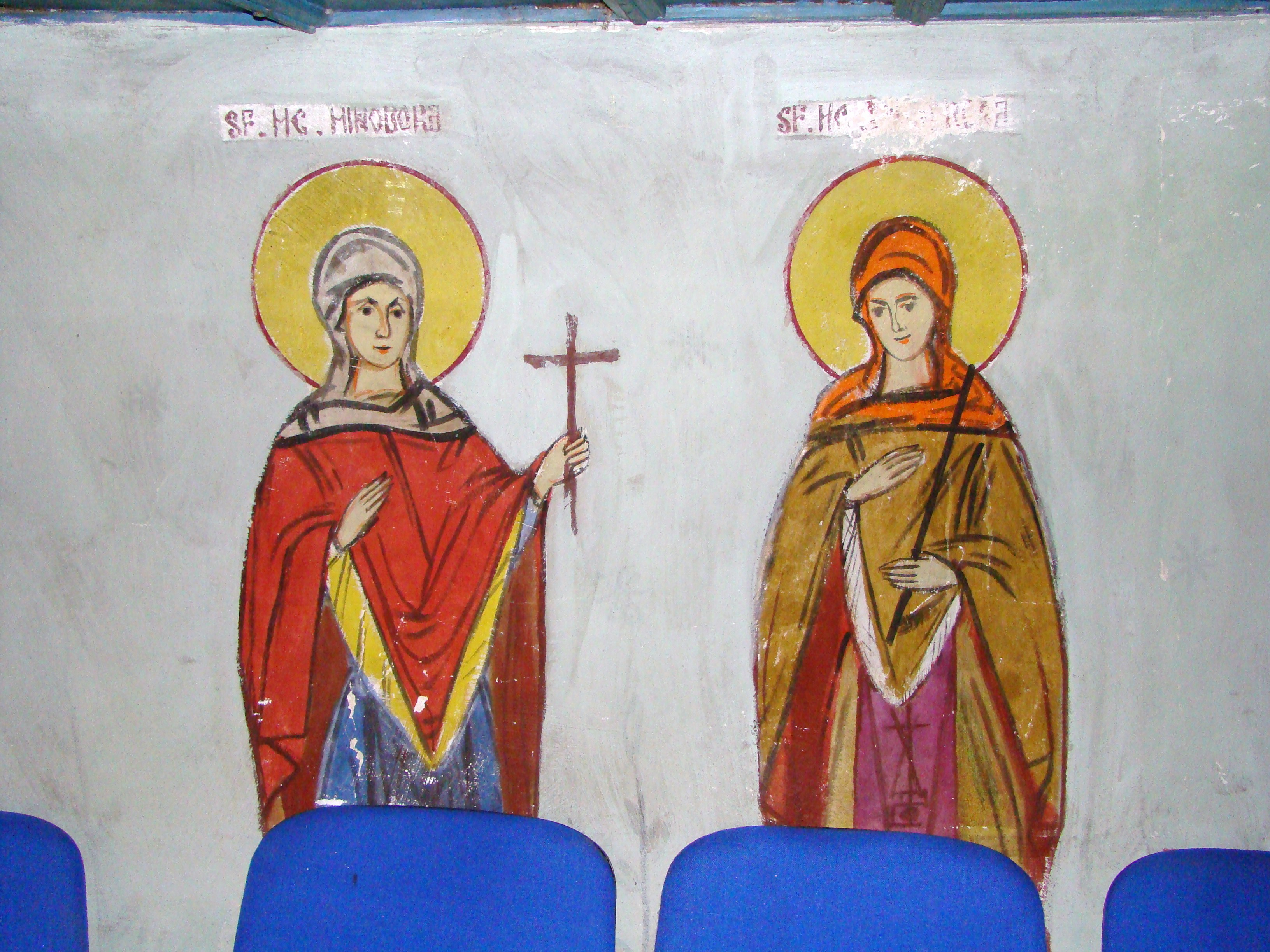
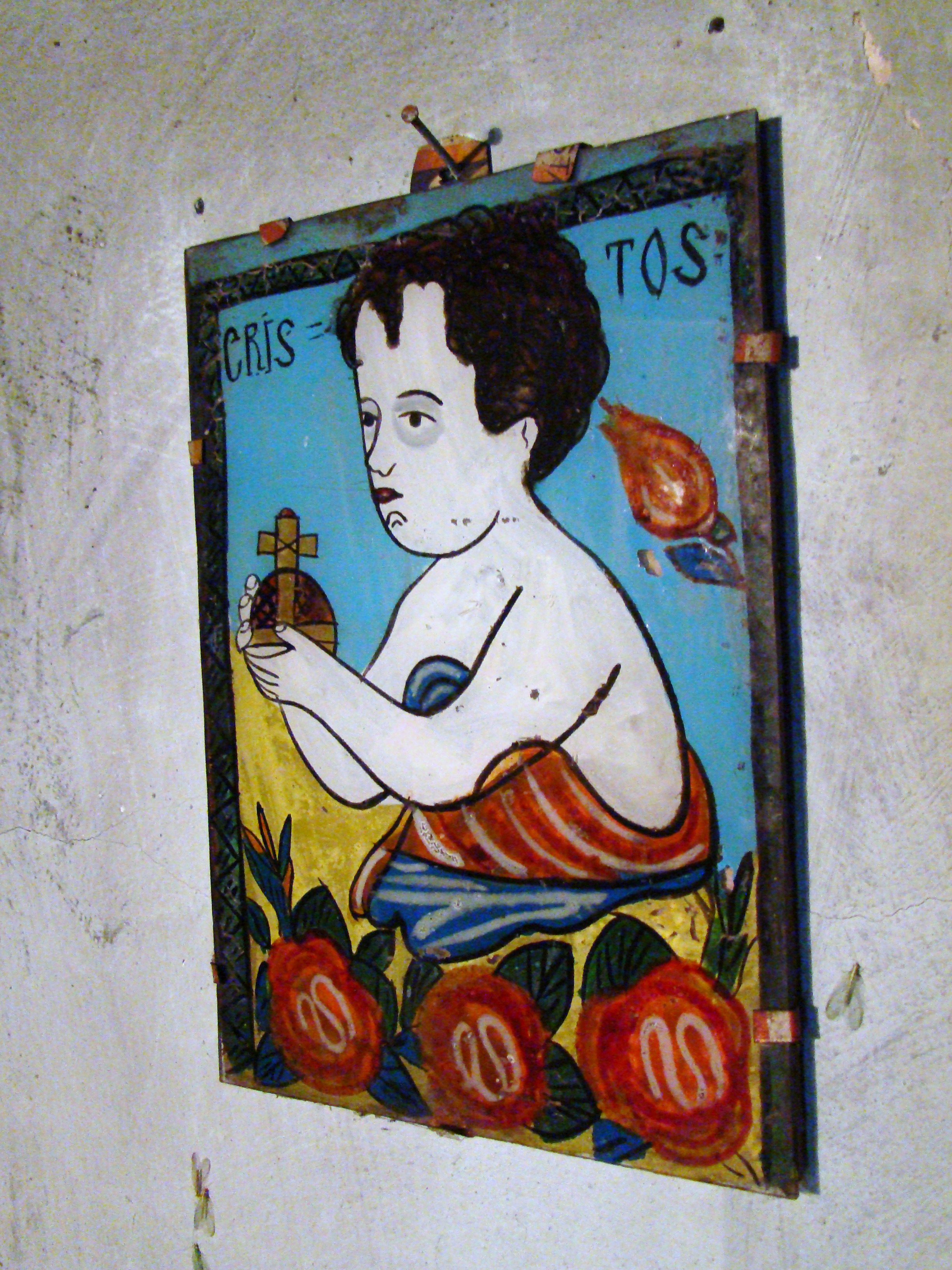

## Imagini din exterior

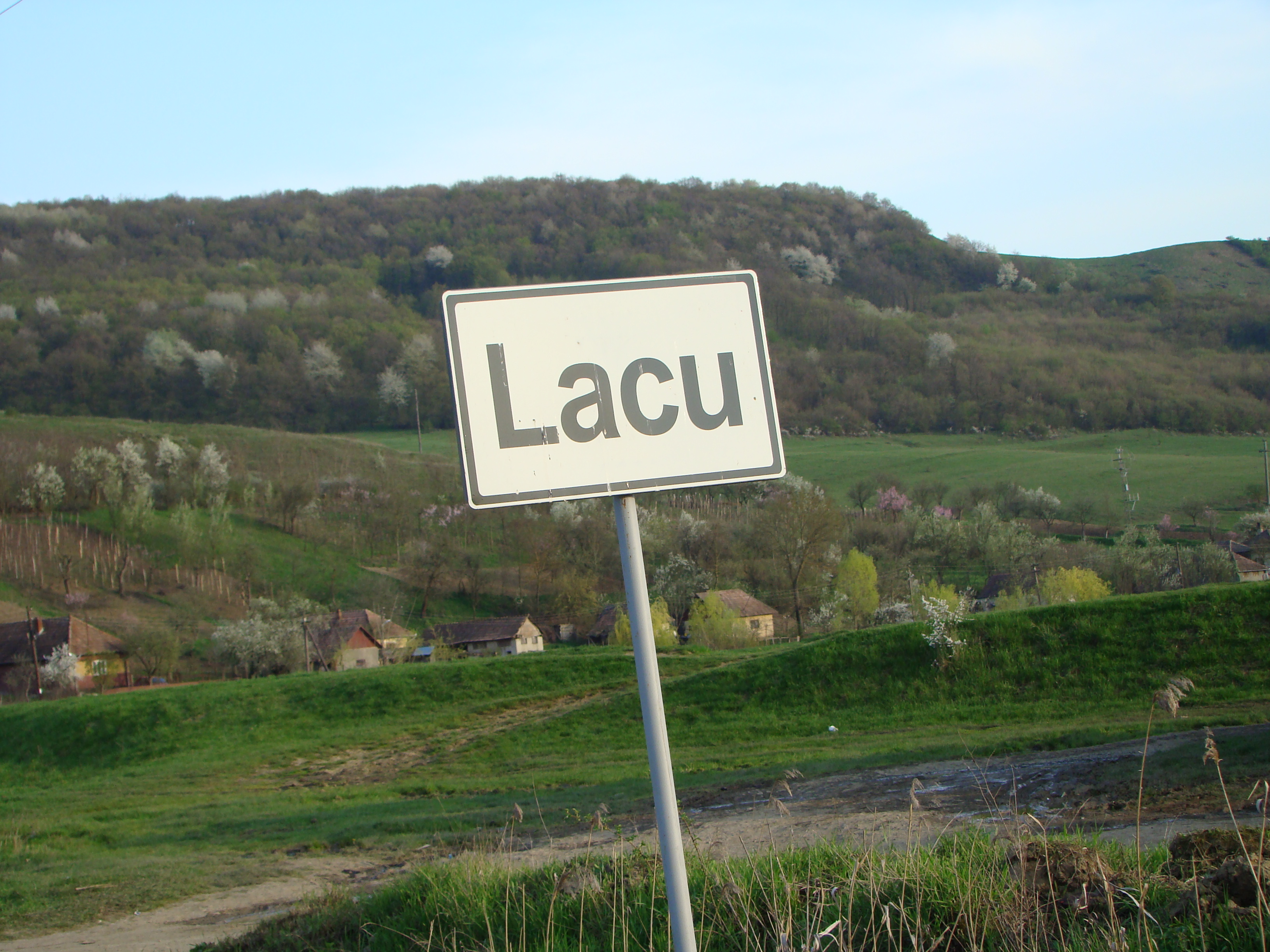
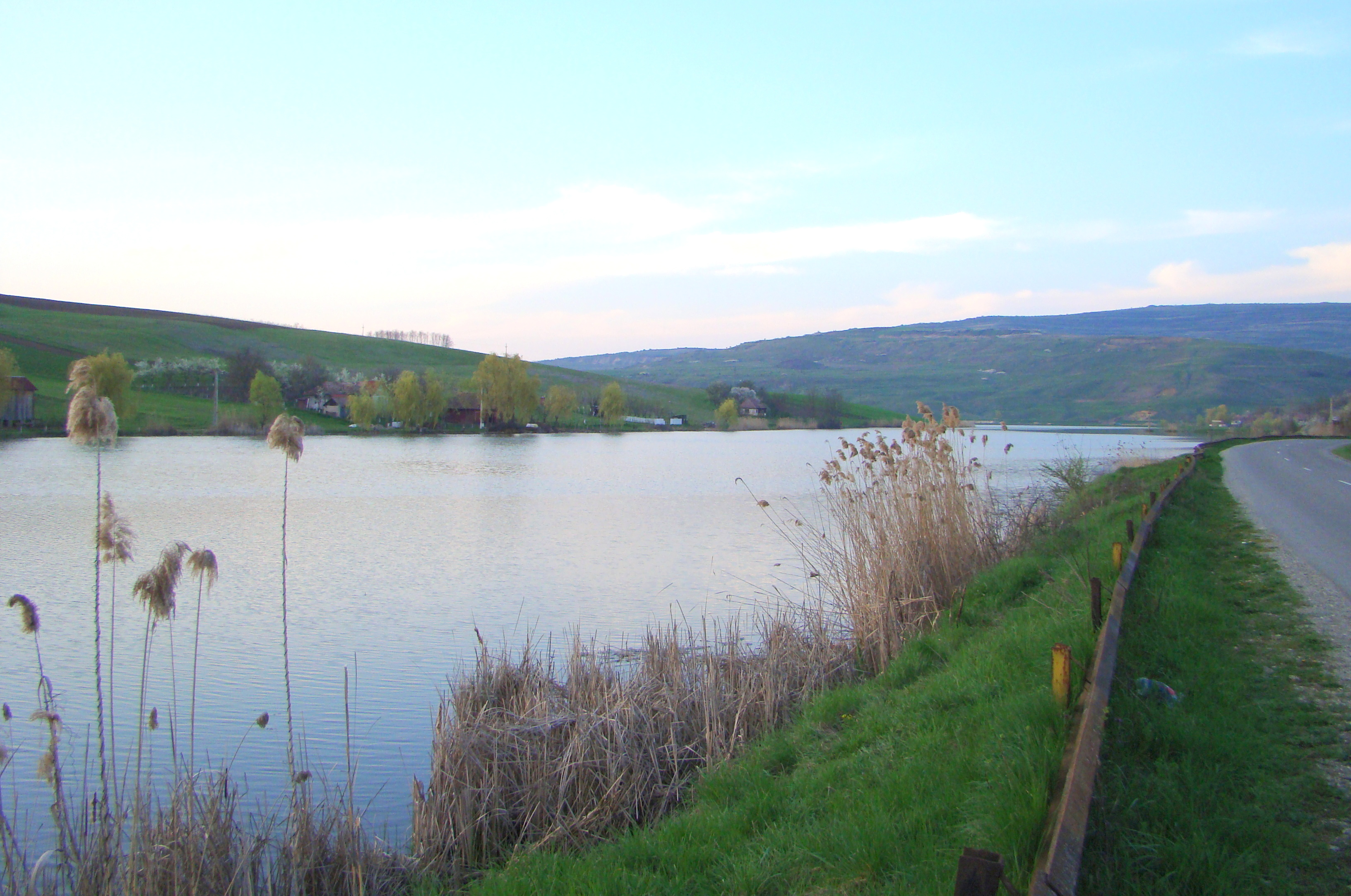
Vedere de ansamblu din sud a bisericii de lemn din Lacu
Vedere de ansamblu din vest
Prispa bisericii
Îmbinare
Absida altarului
Fereastra altarului
Cruce veche
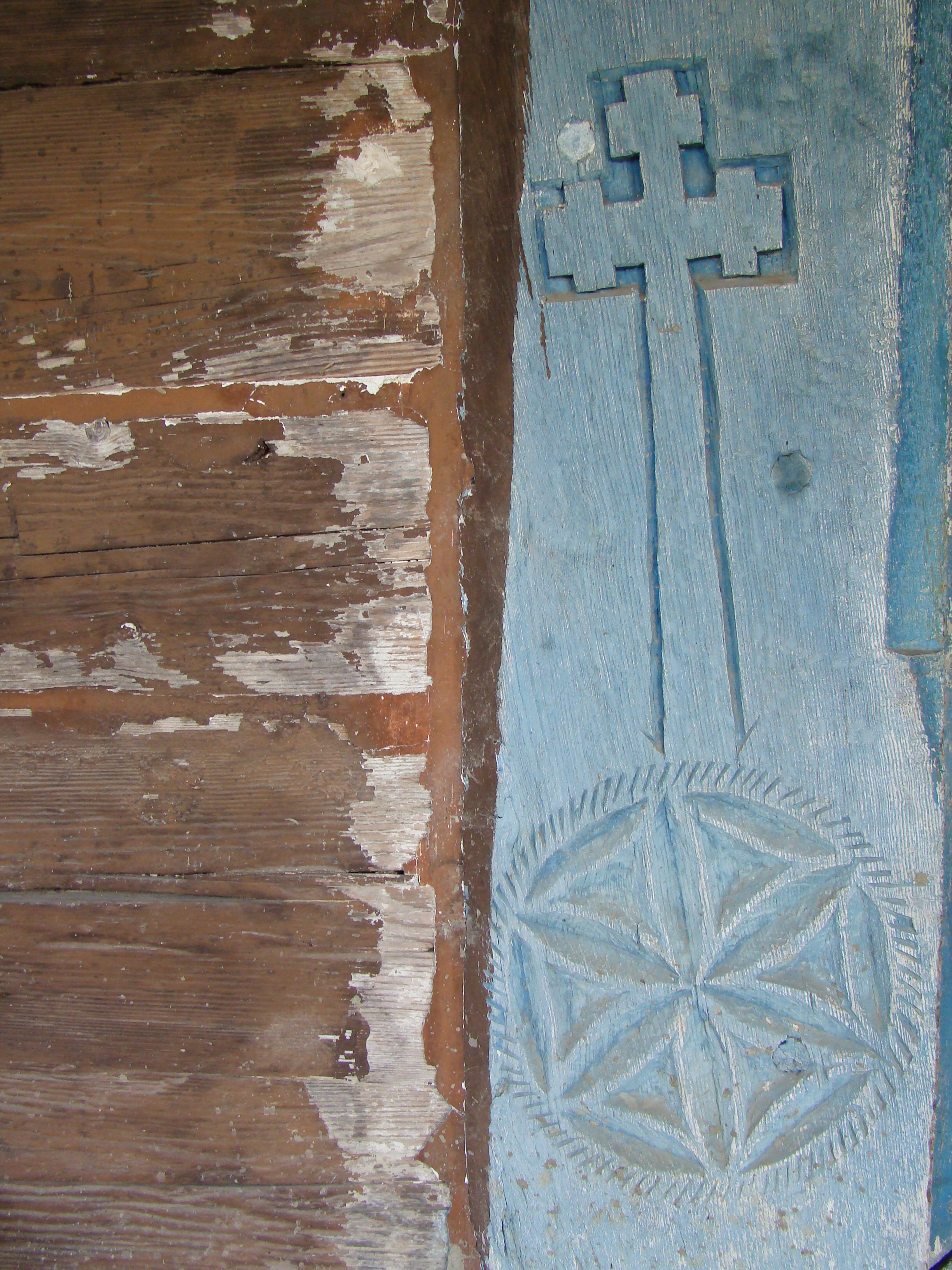
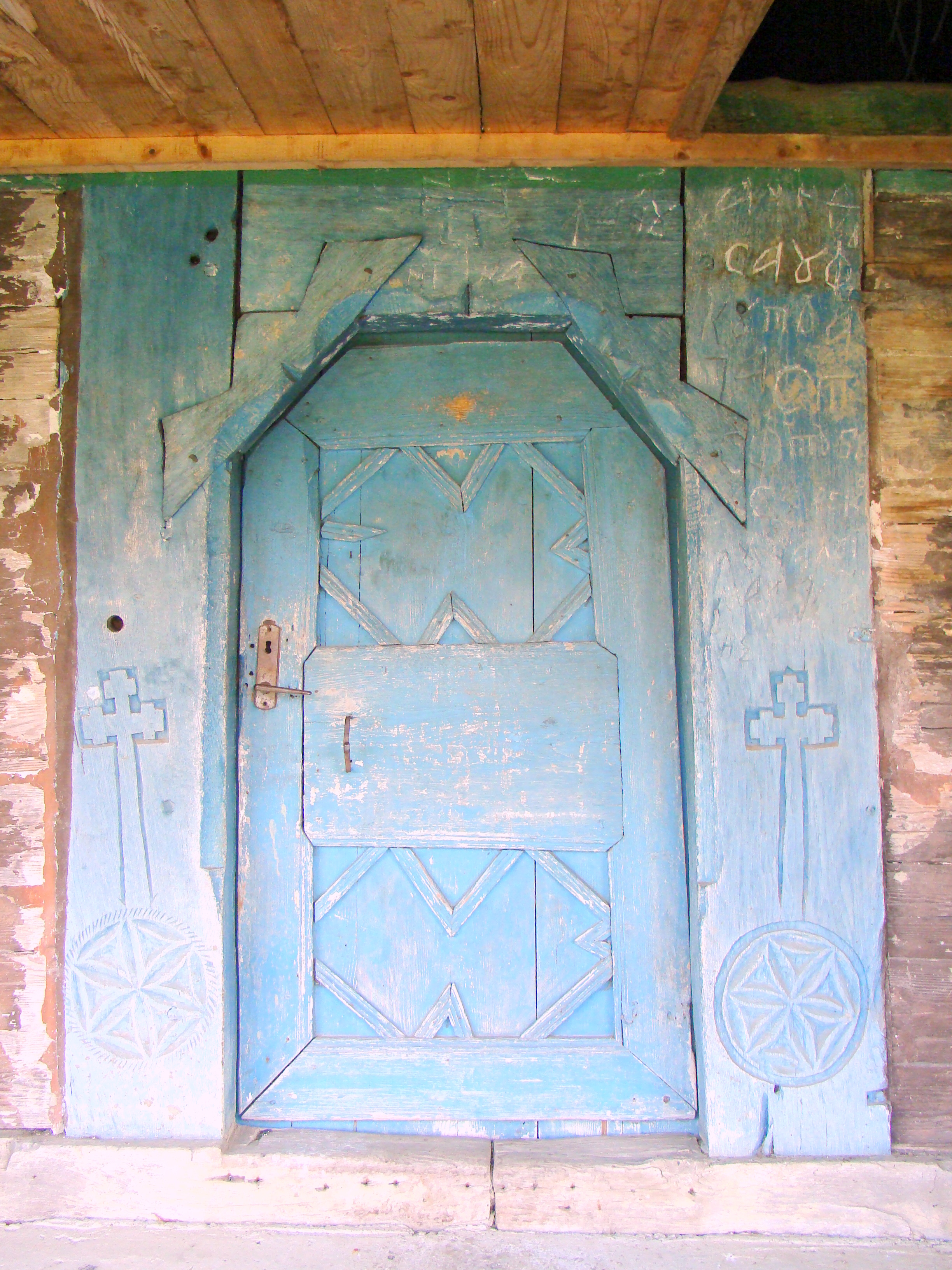
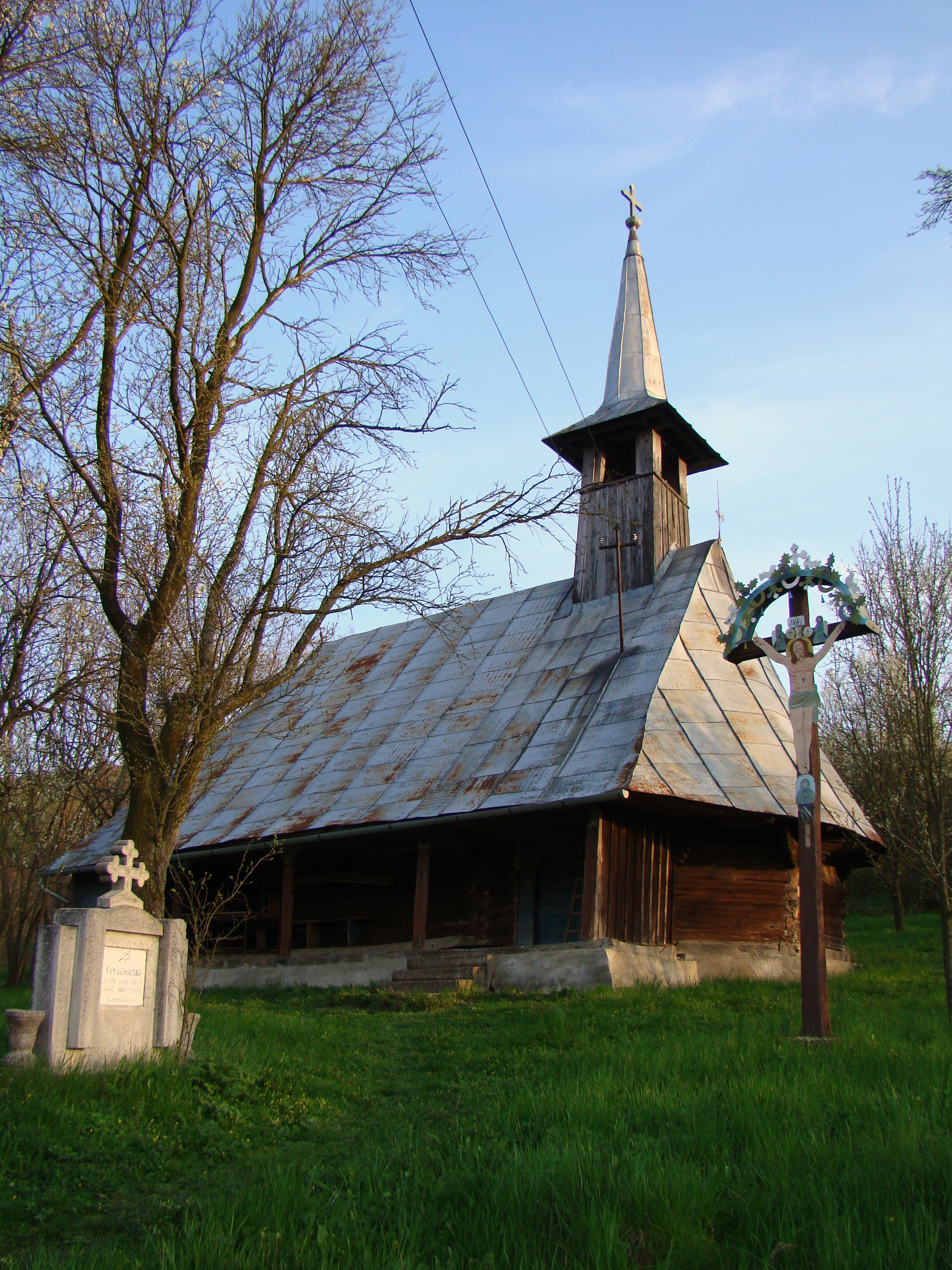
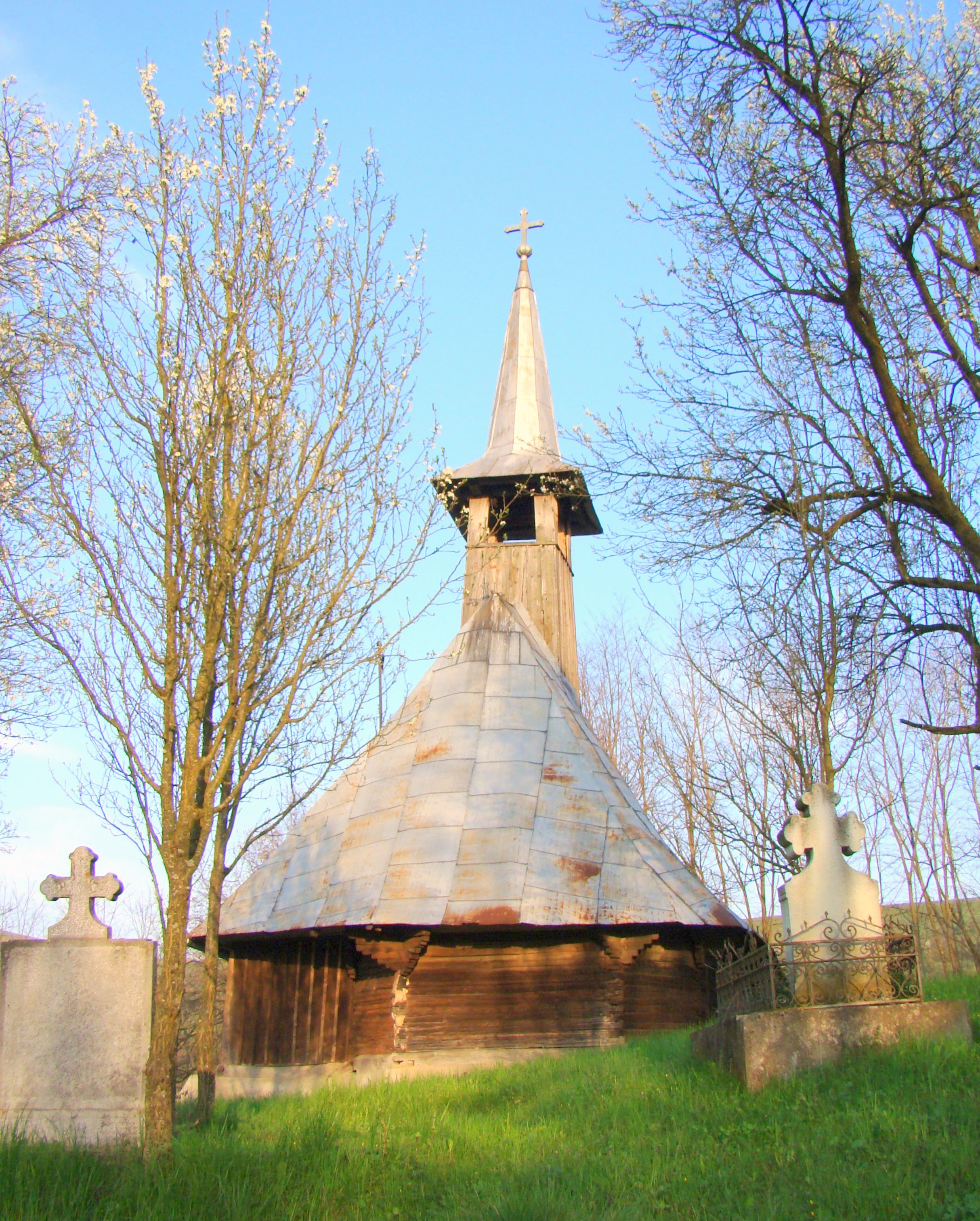
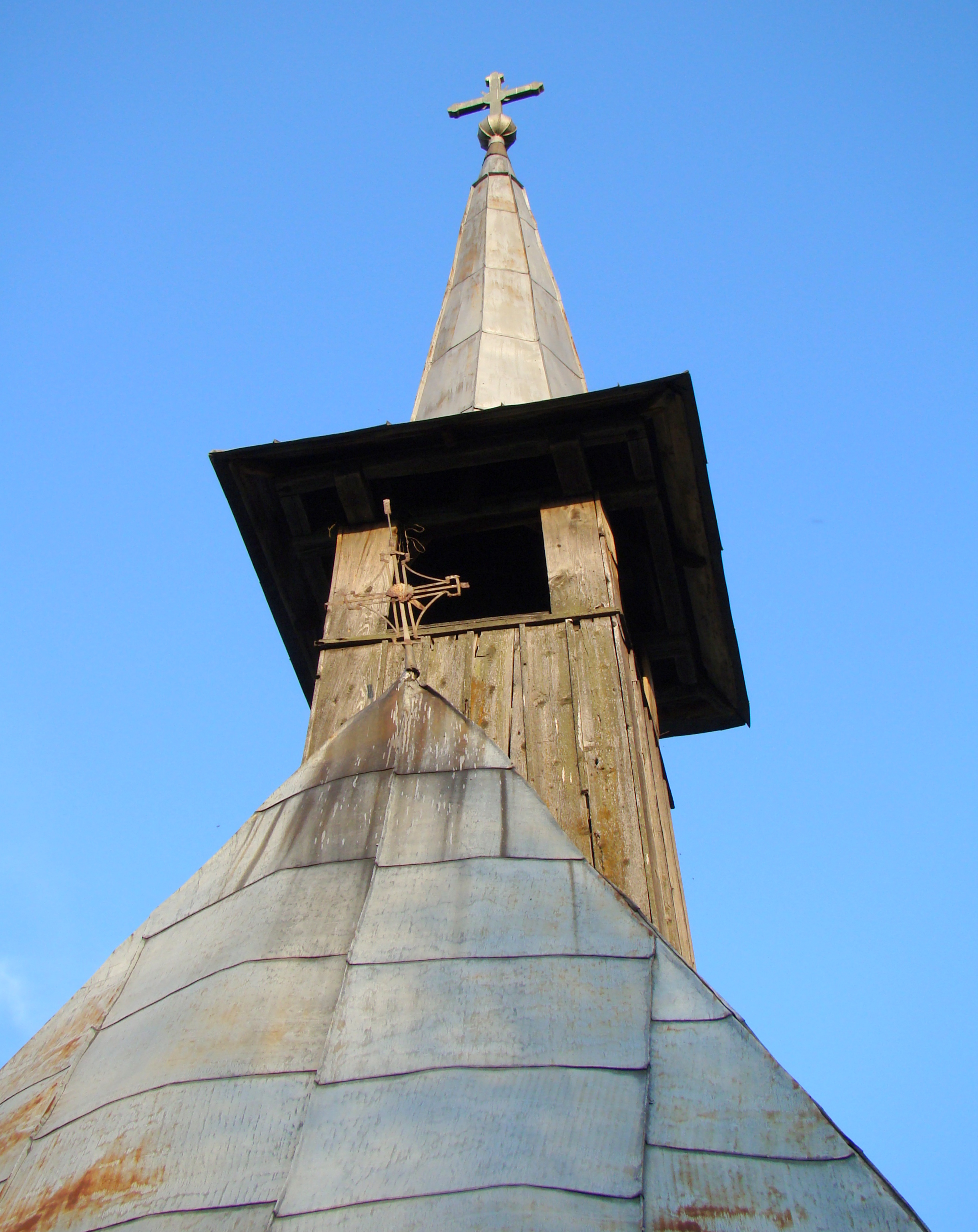
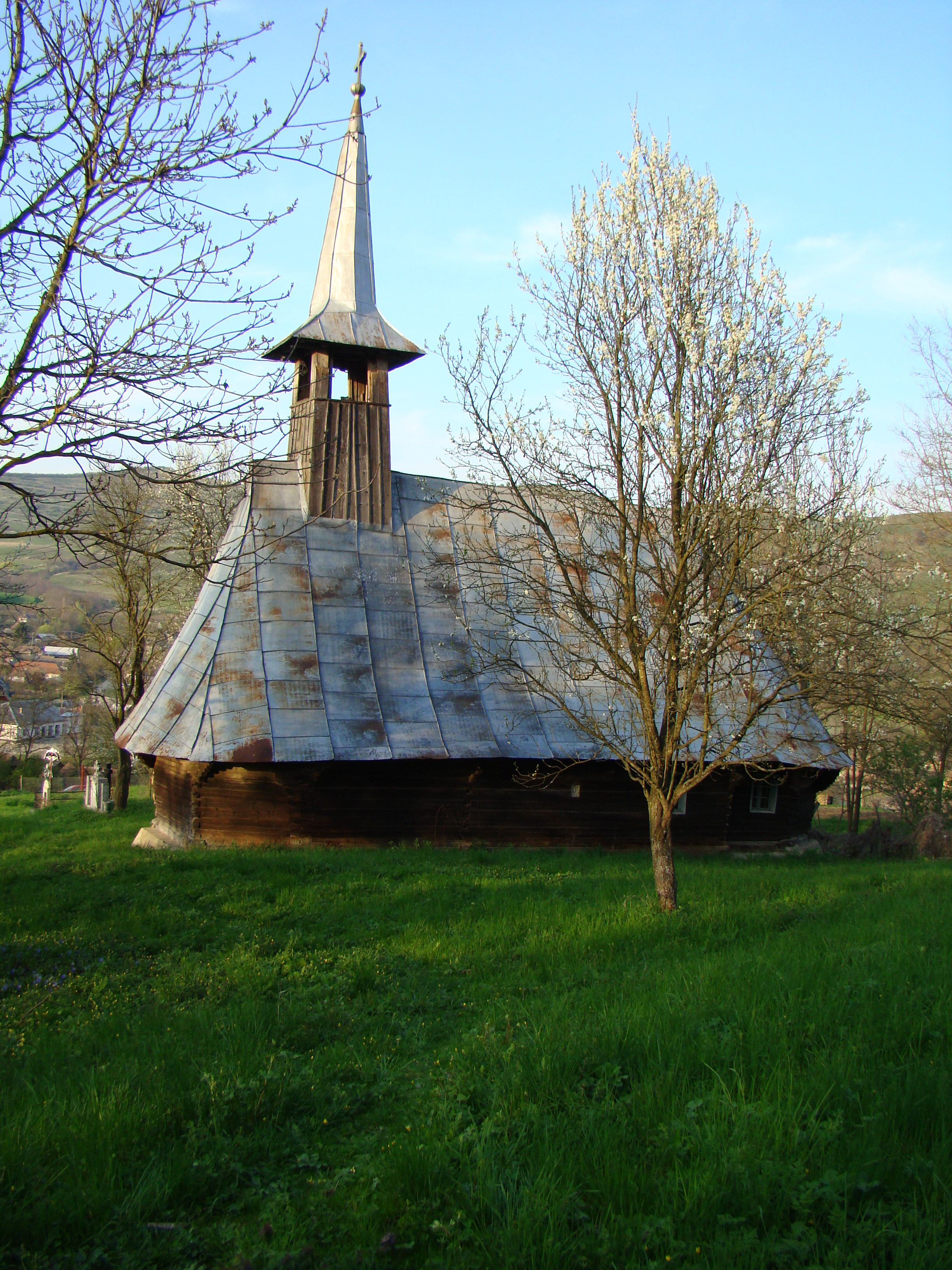
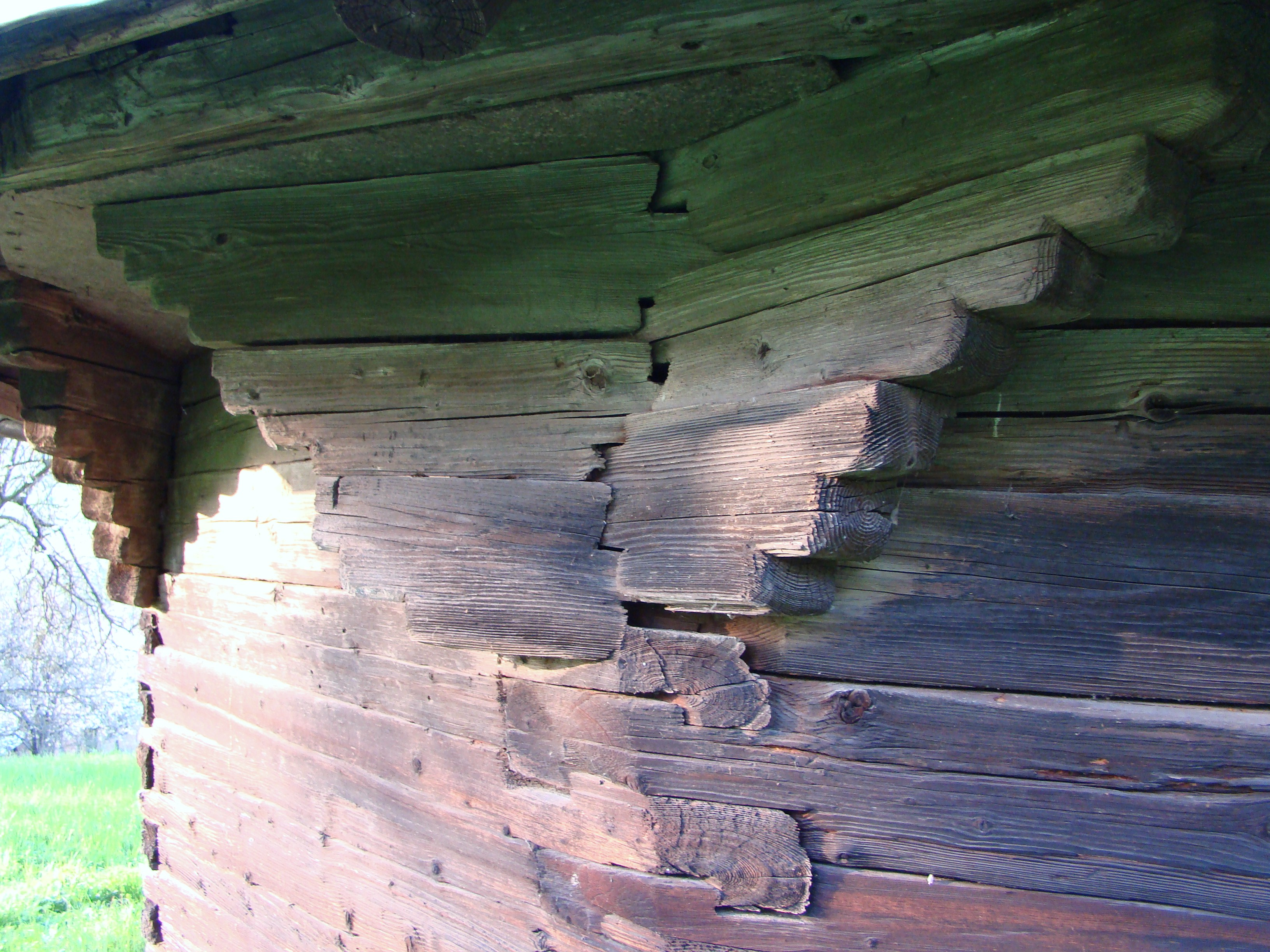
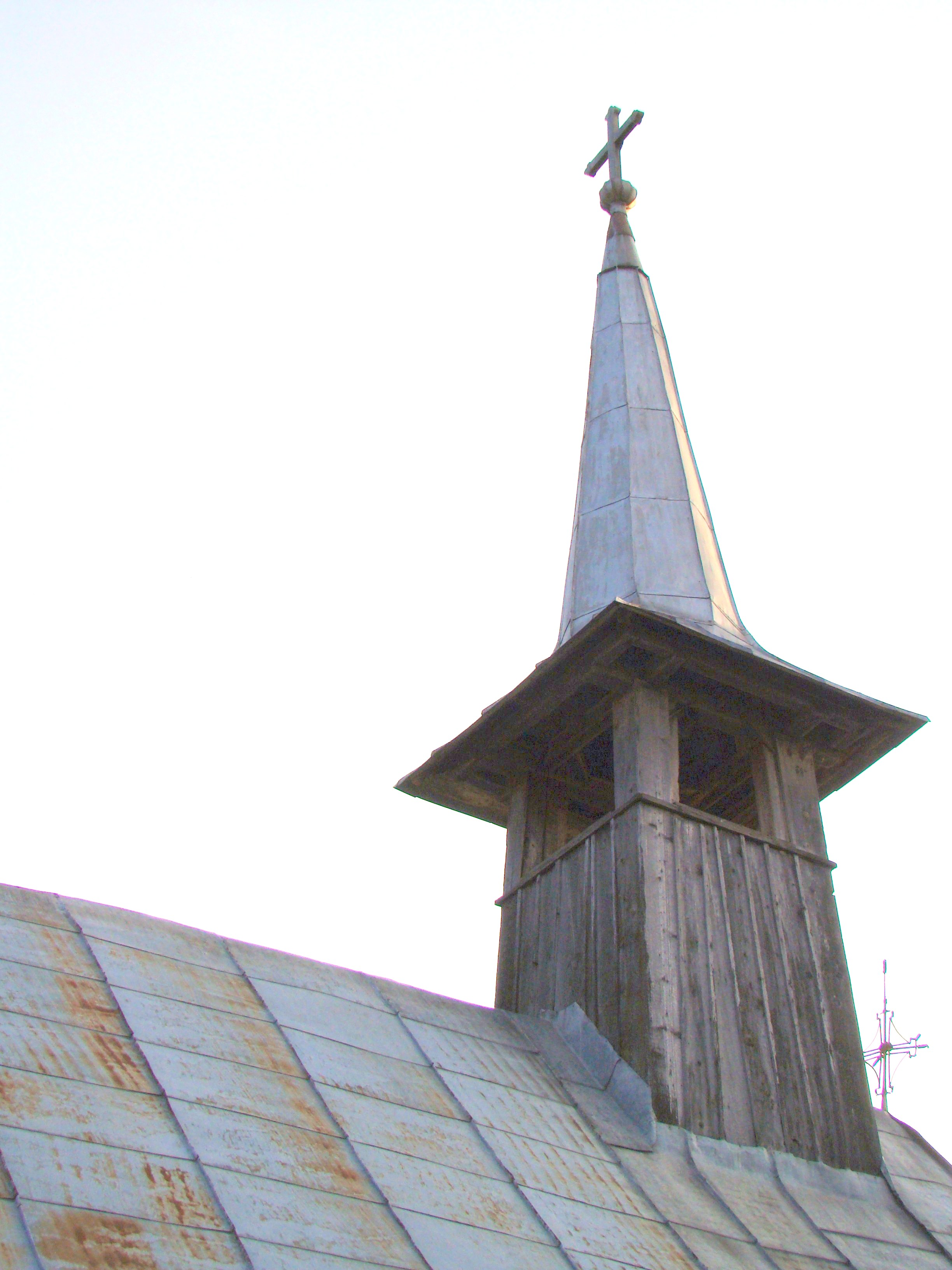
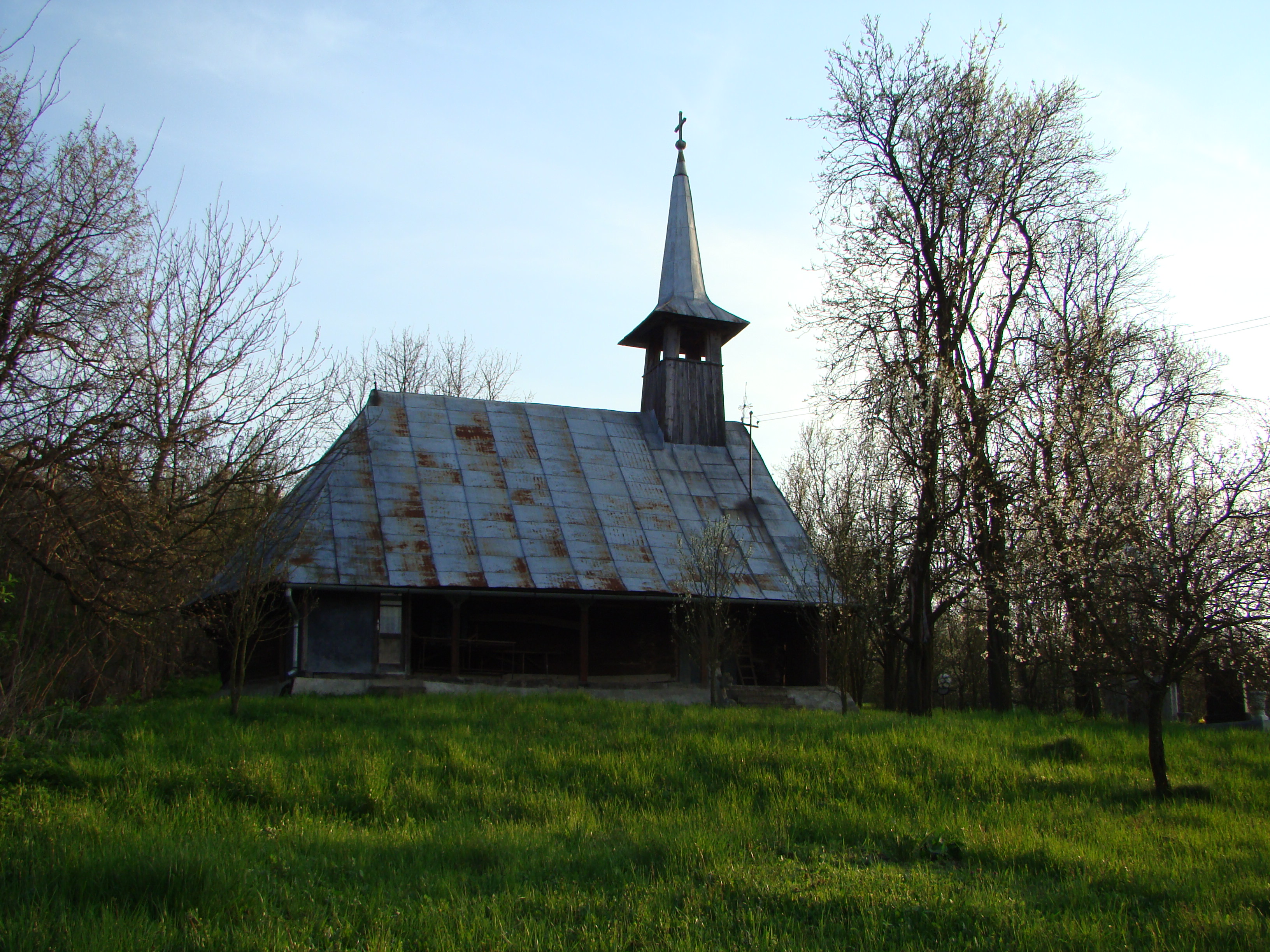
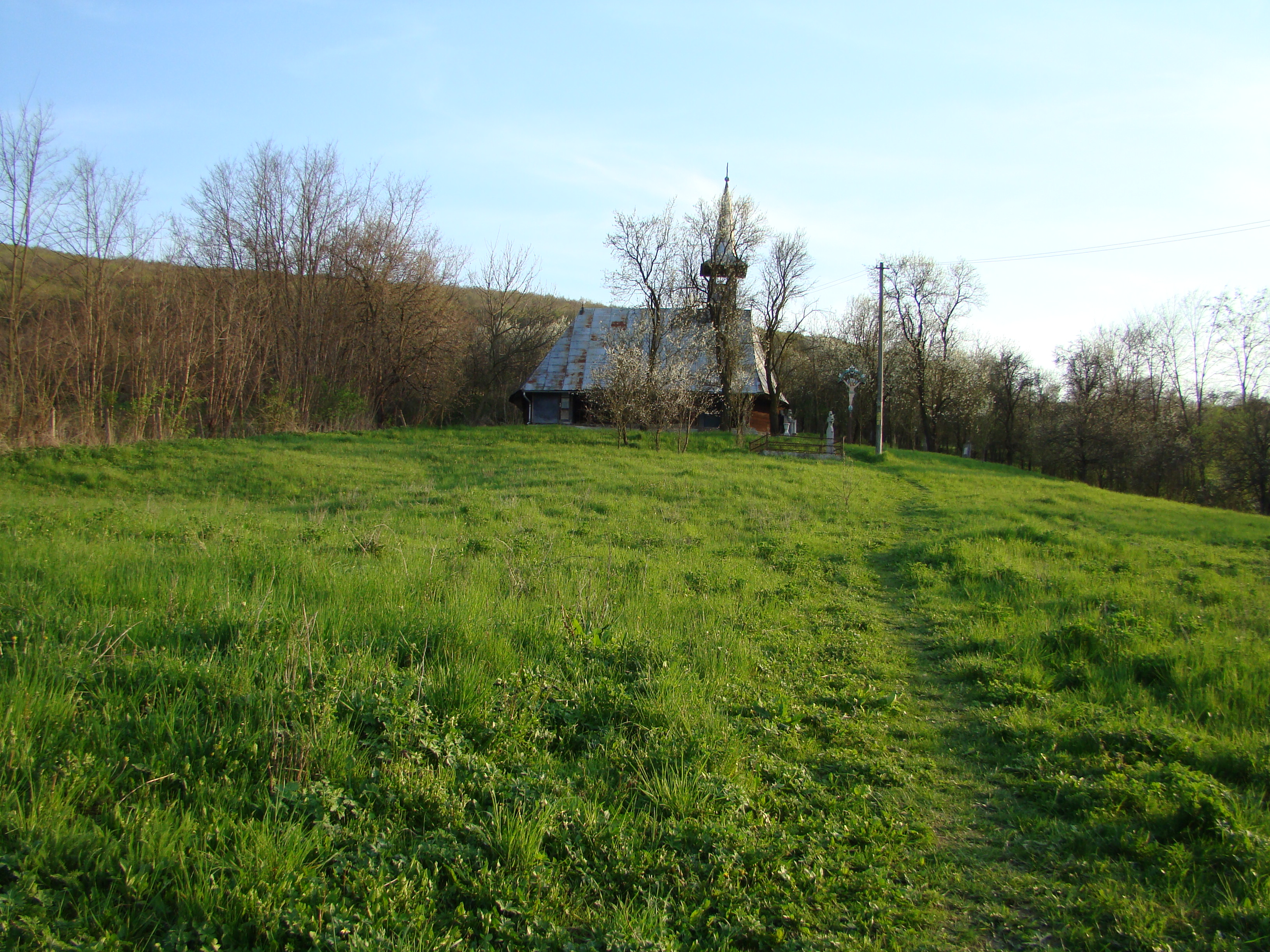
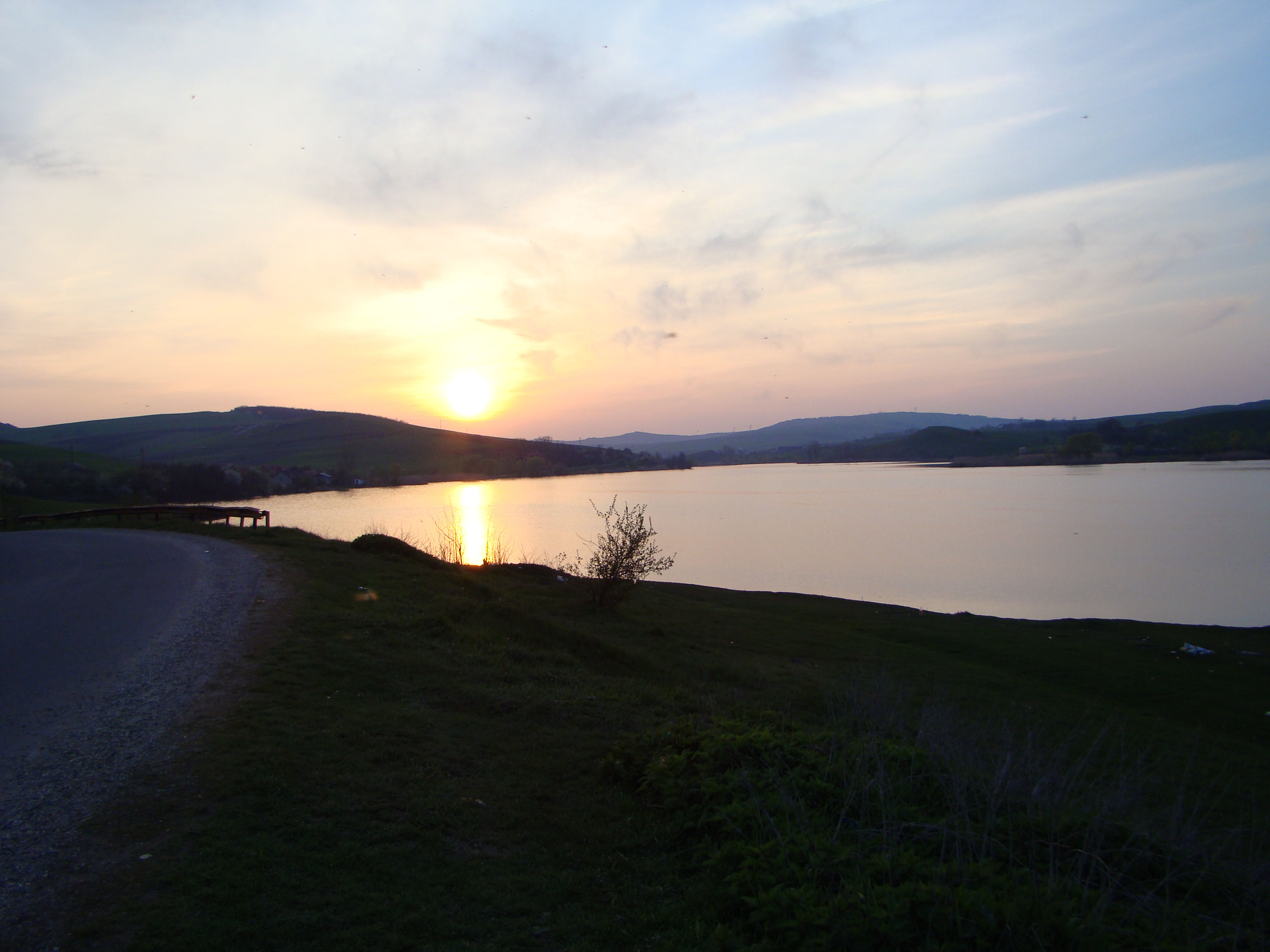